# حرب الخليج الثانية
حرب الخليج الثانية، أو أم المعارك، أو حرب تحرير الكويت وأطلق عليها عسكريًا أيضًا اسم عملية درع الصحراء (للمرحلة من 7 أغسطس 1990 وحتى 17 يناير 1991) وثم عملية عاصفة الصحراء (للمرحلة من 17 يناير إلى 28 فبراير 1991)، هي حرب شنتها قوات التحالف المكونة من 34 دولة بقيادة الولايات المتحدة الأمريكية ضدّ العراق، بعد أن منح مجلس الأمن التابع للأمم المتحدة تفويضًا بذلك لتحرير الكويت من الاحتلال العراقي.
تطوّر النزاع في سياق حرب الخليج الأولى، وفي عام 1990 اتهم العراق الكويت بسرقة النفط عبر الحفر بطريقة مائلة، بينما يرى بعض المحللين السياسيين أن السبب الحقيقي جرّاء هذا الاتهام هو أن الديون الكويتية كانت كبيرة على العراق إزاء مساعدة الكويت لها أثناء حرب الخليج الأولى ولم تكن قادرة على تسديد ديونها وأرادت أن تسقط الكويت عنها الديون بلا مقابل ولكن رفضت الكويت لأنها أموال مستحقة لها فاتهمها صدام أنها سرقت النفط عبر الحفر بطريقة مائلة كحجة للغزو. وعندما اجتاحت العراق الكويت فُرضت عقوبات اقتصادية على العراق وطالب مجلس الأمن القوات العراقية بالانسحاب من الأراضي الكويتية دون قيد أو شرط. استعدت بعدها الولايات المتحدة وبريطانيا للحرب، وبدأت عملية تحرير الكويت من القوات العراقية في 17 يناير سنة 1991 حيث حققت العمليات نصرا هامًا مهد لقوات التحالف للدخول داخل أجزاء من العراق، وتركز الهجوم البري والجوي على الكويت والعراق وأجزاء من المناطق الحدودية مع السعودية، وقامت القوات العراقية بالرد عن طريق إطلاق عدد من صواريخ سكود على إسرائيل والعاصمة السعودية الرياض.
سُميت الحرب بين إيران والعراق باسم قادسية صدام وقيل لها كذلك حرب الخليج الأولى، بينما أطلق على هذه الحرب اسم حرب الخليج الثانية، ولكن يُطلق عليها في بعض الأحيان اسم حرب الخليج أو حرب الخليج الأولى للتفريق بينها وبين غزو العراق عام 2003، وتسمي الولايات المتحدة هذه الحرب باسم عاصفة الصحراء (بالإنجليزية: Operation Desert Storm)؛ وغالبًا ما يُخطئ الناس وبشكل خاص الغربيون، ويعتقدون أن هذا اسم النزاع بكامله، رغم أن دائرة بريد الولايات المتحدة أصدرت طابعًا عام 1992 يحمل اسم «عملية عاصفة الصحراء» بصورة لا تدع مجالًا للشك بأن هذا اسم العملية وحدها فقط، كما منح الجيش الأمريكي «أوسمة الحملة» (بالإنجليزية: Campaign Ribbons) لمن شارك بالخدمة في جنوب غرب آسيا.
بعد احتلال العراق للكويت بفترة قصيرة، بدأ الرئيس الأمريكي جورج بوش الأب بإرسال القوات الأمريكية إلى السعودية، وقد سميت هذه العملية باسم درع الصحراء، وفي نفس الوقت حاول اقناع عدد من الدول الأخرى بأن ترسل قواتها إلى مسرح الأحداث فأرسلت ثماني دول قوّات أرضيّة لتنضم إلى القوات الخليجية المكونة من البحرين والكويت وعُمان وقطر والسعودية والإمارات العربية المتحدة، وألوية الولايات المتحدة الثقيلة، البالغ عددها 17 لواءً، والخفيفة البالغ عددها 6 ألوية، بالإضافة إلى تسعة أفوج بحرية أمريكية. وكانت أربع دول قد أرسلت وحدات من طيرانها الحربي، لينضم إلى أسلحة الجو من السعودية وقطر والكويت، بالإضافة إلى القوات الجوية الأمريكية وسلاح طيران البحرية الأمريكية، مما جعل عدد المقاتلات الجويّة ثابتة الجناح يصل إلى 2,430 طائرة.
امتلك العراق في المقابل بضعة زوارق مدفعية وزوارق حاملة للصواريخ، ولكنه عوّض عن هذا النقص في عدد القوات الأرضيّة الهائل، والبالغ 1.2 مليون جندي و5,800 دبابة و5,100 مدرعة أخرى و 3,850 قطعة مدفعية، مما زاد من القدرة القتالية للقوات الأرضية العراقية. امتلك العراق أيضا 750 طائرة مقاتلة وقاذفة ومائتي قطعة جويّة أخرى ودفاعات صاروخية ورشاشة دقيقة.
أطلقت كل دولة من الدول المشاركة في هذا النزاع اسمًا خاصًا بها على هذه العملية، فأطلقت عليها الولايات المتحدة اسم عملية عاصفة الصحراء وعملية درع الصحراء (بالإنجليزية: Desert Shield)، والمملكة المتحدة عملية غرانبي (بالإنجليزية: Operation Granby) التي أخذت مسماها على اسم جون مانرز، ماركيز غرانبي، القائد العسكري البريطاني في حرب السنوات السبع؛ وكندا أطلقت عليها اسم عملية الاحتكاك (بالإنجليزية: Operation Friction)؛ وفرنسا دعتها بعملية داغيه (بالفرنسية: Opération Daguet)، أي عملية أيل الشادن.

## أسباب النزاع وجذوره

### نشأة الكويت

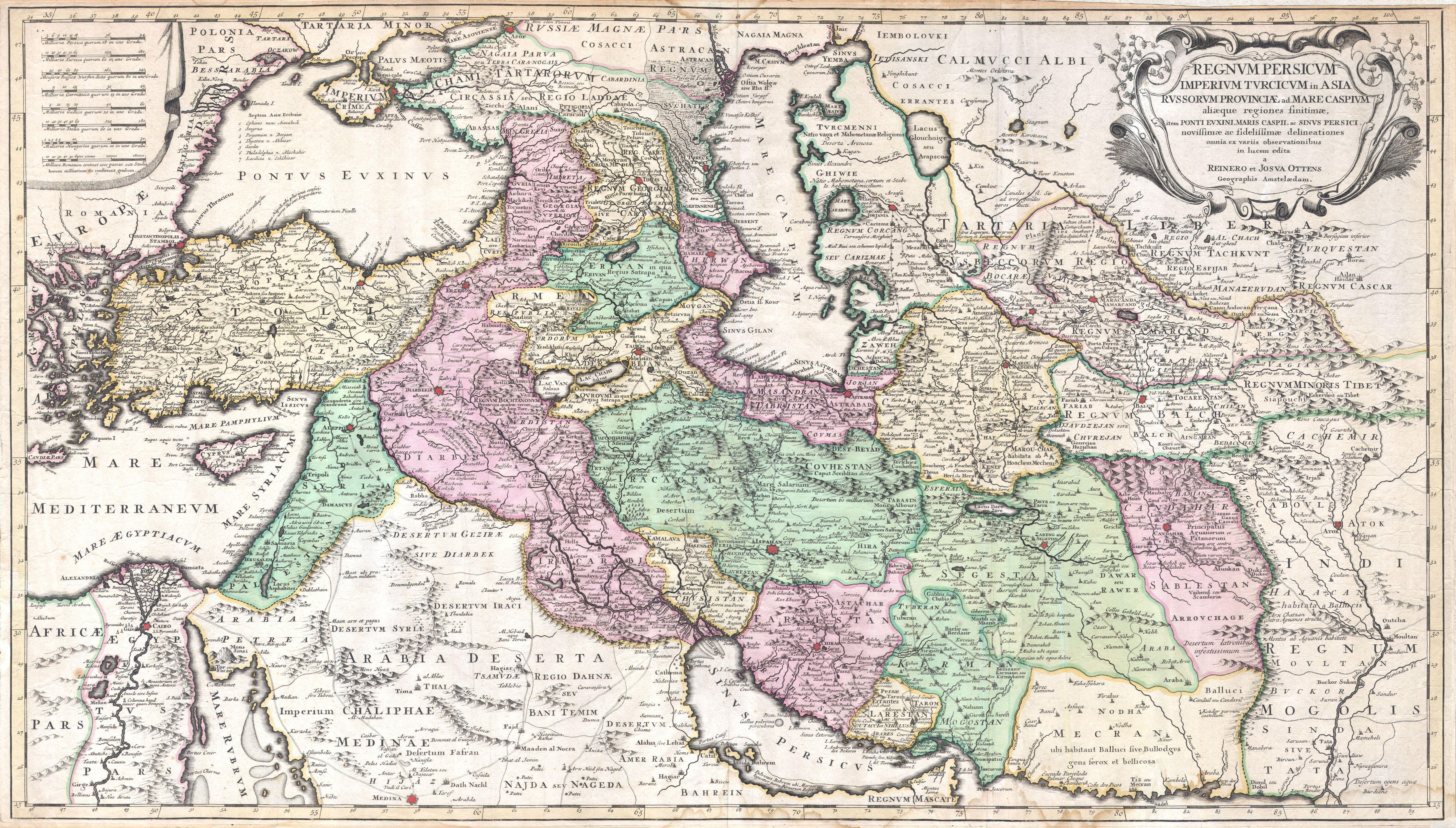
خارطة ترجع للعام 1730 لحدود الدولة العثمانية وقد كتب على الكويت اسم "portus cathema" أي ميناء كاظمة وهي خارج حدود الدولة العثمانية

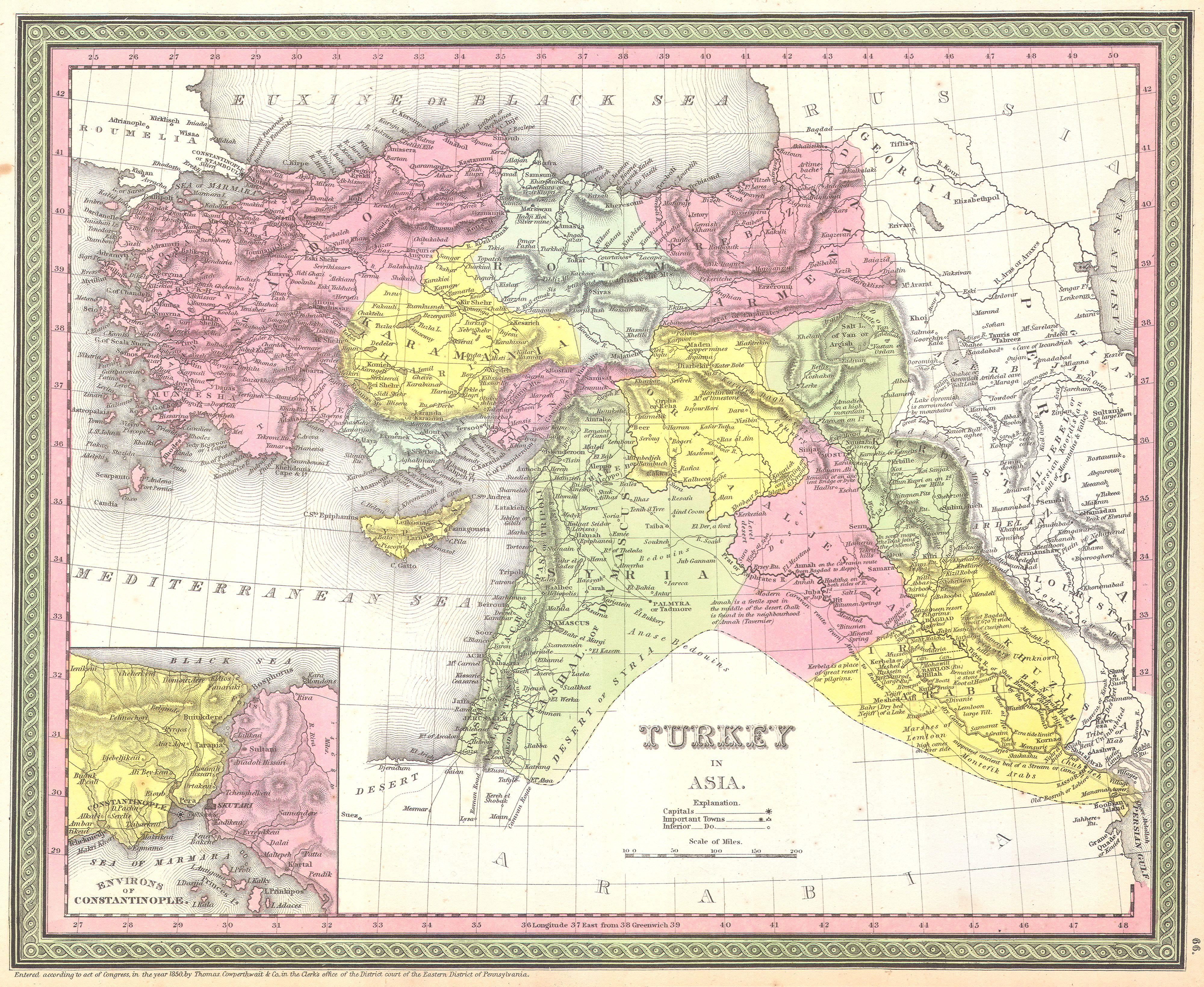
خارطة ترجع للعام 1850 لحدود الدولة العثمانية في آسيا تظهر الكويت خارج حدود الدولة العثمانية.

تأسست مدينة الكويت عام 1613 وسرعان ما ازدهرت بفضل التجارة البحرية. ويذكر الرحالة مرتضى بن علوان عام 1709 ما نصه «دخلنا بلدًا يقال لها الكويت بالتصغير، بلد لا بأس بها تشابه الحسا إلا أنها دونها ولكن بعمارتها وأبراجها تشابهها». ومن دون سائر قبائل العتوب تولى آل صباح الحكم في الكويت. وفي عام 1766 انفصل آل خليفة عن العتوب بالكويت ليؤسسوا لهم مدينة الزبارة في قطر. وفي عام 1783 هاجمت قوات العتوب في الزبارة والكويت جزيرة البحرين ونجحوا في ضمها إلى أراضي الزبارة.
في عام 1871 قام والي بغداد مدحت باشا بشن حملة عسكرية لاحتلال الأحساء والقطيف، وساند حاكم الكويت الشيخ عبد الله بن صباح الصباح الحملة بأسطول بحري قاده بنفسه وقد ذكر مدحت باشا في مذكراته أن السفن الثمانين التي نقلت المؤونة واللوازم الحربية كانت تابعة لحاكم الكويت كما أرسل حاكم الكويت قوة برية بقيادة أخيه الشيخ مبارك الصباح ضمت العديد من قبائل البدو. بعد نجاح الحملة منح مدحت باشا حاكم الكويت لقب قائمقام مكافأة له على خدماته للدولة العثمانية وظل اللقب ينظر له كمنصب شرفي حيث تعهدت الدولة العثمانية باستمرار الكويت ذاتية الحكم. ولم تتواجد أي إدارة مدنية عثمانية داخل الكويت ولا أي حامية عسكرية عثمانية في مدينة الكويت ولم يخضع الكويتيون للتجنيد في خدمة الجيش العثماني كما لم يدفعوا أي ضريبة مالية للأتراك. وقد كتب والي بغداد مدحت باشا في مذكراته عن الكويت ما نصه:
بعد الحرب العالمية الأولى انتهت الدولة العثمانية وأصبحت أراضي العراق خاضعة للانتداب البريطاني حتى عام 1932 حينما منحت المملكة المتحدة العراق استقلاله. وقد فتح الملك غازي بن فيصل بن الحسين في عام 1935 إذاعة خاصة به في قصره الملكي قصر الزهور وخصصه لبث حملته لضم الكويت إلى العراق.
في يونيو 1961 استقلت الكويت عن بريطانيا وبعد أسبوع واحد من اعلان استقلال الكويت عقد عبد الكريم قاسم مؤتمرا صحفيا في بغداد طالب فيه بالكويت مهددا باستخدام القوة لتندلع بذلك أزمة سياسية بين الكويت والعراق عرفت ب «أزمة عبد الكريم قاسم». وقد حاولت القيادة العراقية إضافة لمسات قومية لهذا الصراع فقامت بطرح فكرة أن الكويت كانت جزءا من العراق وتم اقتطاع هذا الجزء من قبل الإمبريالية الغربية حسب تعبيرها وتم أيضا استغلال تزامن هذا الصراع مع أحداث انتفاضة فلسطين الأولى. كانت ادعاءات عبد الكريم قاسم تتركز بأن الكويت كانت جزء من العراق وقام بفصلها الاستعمار البريطاني على الرغم من استقلالية الكويت عن الحكم العثماني.
قامت الجامعة العربية بالتدخل لمواجهة تهديدات عبد الكريم قاسم وأرسلت قوات عربية من السعودية والجمهورية العربية المتحدة والسودان إلى الكويت.
في 4 أكتوبر 1963 اعترف العراق رسميا باستقلال الكويت واعترافها بالحدود العراقية الكويتية 
في 20 مارس سنة 1973 هاجم الجيش العراقي مركزًا حدوديًّا تابعًا للكويت في ما يُعرف بحادثة الاعتداء على الصامتة ونتج عن ذلك قتل جنديين من كلا الجانبين.

### الخلاف على الحدود

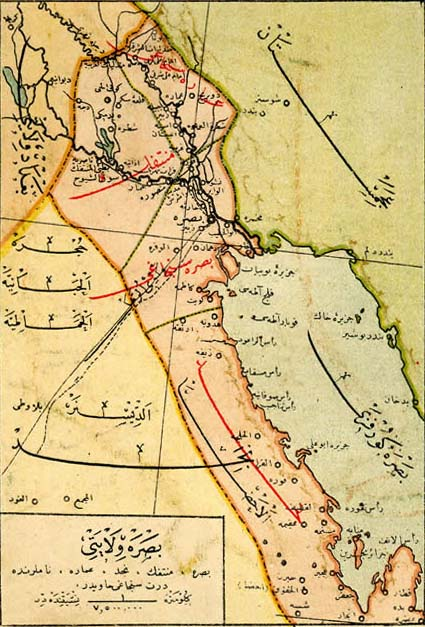
خارطة عثمانية لبداية القرن العشرين تظهر الكويت ضمن حدود ولاية البصرة العثمانية.

جاء أول ترسيم للحدود بين الكويت والدولة العثمانية عام 1913 بموجب المعاهدة الأنجلو-عثمانية لعام 1913 والتي تضمنت اعتراف العثمانيين باستقلال الكويت وترسيم الحدود. وقد نصت المادة السابعة من المعاهدة على أن يبدأ خط إشارات الحدود من مدخل خور الزبير في الشمال ويمر مباشرة إلى جنوب أم قصر وصفوان وجبل سنام حتى وادي الباطن وأن تكون تبعية جزر بوبيان ووربة وفيلكا وقاروه ومسكان للكويت، وبينت المادة السادسة أن تبعية القبائل الداخلة ضمن هذه الحدود ترجع للكويت وبعد انتهاء الحرب العالمية الأولى وهزيمة العثمانيين احتلت بريطانيا الأراضي العثمانية في العراق. وقد طالب أمير الكويت الشيخ أحمد الجابر الصباح في أبريل 1923 بأن تكون الحدود هي ذات التي كانت زمن العثمانيين وقد رد المندوب السامي بالعراق السير بيرسي كوكس على طلب الكويت باعتراف الحكومة البريطانية بهذه الحدود. وقد سعت بريطانيا بتعمد تصغير ميناء العراق على الخليج لكي لا تهدد أي حكومة عراقية مستقبلية النفوذ والسيطرة البريطانية على الخليج.
في 21 يوليو 1932 اعترف رئيس وزراء العراق نوري سعيد بالحدود بين الكويت والعراق. وفي 4 أكتوبر 1963 أعترف العراق رسميا باستقلال الكويت وبالحدود العراقية الكويتية كما هي مبينة بتبادل بالرسائل المتبادلة في 21 يوليو و10 أغسطس 1932 بين رئيس وزراء العراق نوري سعيد وحاكم الكويت الشيخ أحمد الجابر الصباح  من خلال توقيع محضر مشترك بين الكويت والعراق من خلال اجتماع حضره كل من الشيخ صباح السالم الصباح ولي العهد الكويتي آنذاك وأحمد حسن البكر رئيس الوزراء العراقي في تلك الفترة.
في عام 1991 شكل مجلس الأمن لجنة لترسيم الحدود البلدين ووافق العراق على الالتزام بقرارات اللجنة. وفي عام 1993 صدر قرار مجلس الأمن رقم "833" لترسيم الحدود بين الكويت والعراق واعترفت الكويت به فيما أعترف العراق بالقرار في عام 1994.

### الخلاف على إنتاج النفط

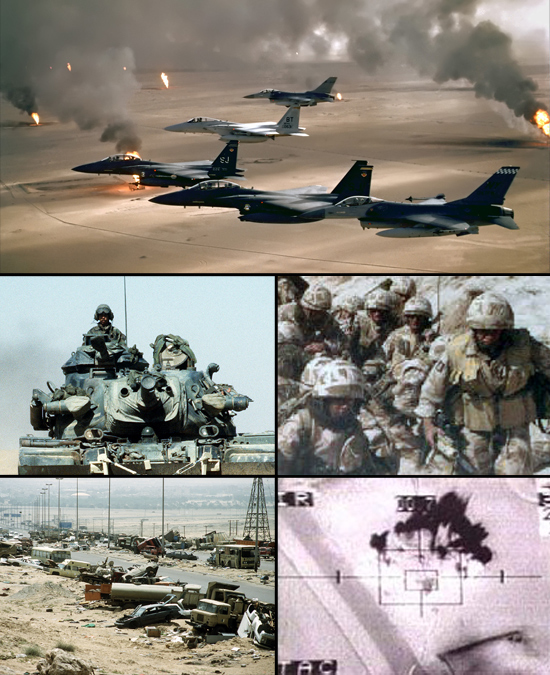
تقديرات وفيات الجيش العراقي تتراوح ما بين 8000 إلى 100،000 خلال 1990s في وقت مبكر حرب الخليج.

خلال الحرب العراقية-الأيرانية دعمت الكويت والسعودية العراق اقتصاديًا ووصلت حجم المساعدات الكويتية للعراق أثناء الحرب العراقية-الأيرانية إلى ما يقارب 14 مليار دولار، كان العراق يأمل بدفع هذه الديون عن طريق رفع أسعار النفط بواسطة تقليل نسبة إنتاج منظمة أوبك للنفط. واتهم العراق كل من الكويت والإمارات العربية المتحدة برفع نسبة إنتاجهما من النفط بدلا من خفضه وذلك للتعويض عن الخسائر الناتجة من انخفاض أسعار النفط مما أدى إلى انخفاض النفط إلى مستوى يتراوح بين 10 و 12 دولار بدلًا من 18 دولار للبرميل. ولكن إحصائيات منظمة الدول المصدرة للنفط (أوبك) تشير إلى أن 10 دول من ضمنهم العراق لم تكن ملتزمة بحصص الإنتاج.
وعلى الرغم من ذلك تعهدت كل من الكويت والإمارات بالالتزام بحصص الإنتاج المقدرة بمليون ونصف برميل في 10 يوليو 1990، وصرحت الكويت في 26 يوليو 1990 بأنها خفضت إنتاجها من النفط إلى مستوى حصص منظمة أوبك. وبدأت الأحداث تأخذ منحنى تصعيديًا من قبل النظام العراقي حيث بدأ العراق بتوجيه اتهامات للكويت مفادها أن الكويت قام بأعمال تنقيب غير مرخصة عن النفط في الجانب العراقي من حقل الرميلة النفطي ويطلق عليه في الكويت حقل الرتقة وهو حقل مشترك بين الكويت والعراق.

### الخلاف على الديون
صرح الرئيس العراقي آنذاك صدام حسين أن الحرب العراقية الإيرانية التي استمرت 8 سنوات كانت بمثابة دفاع عن البوابة الشرقية للوطن العربي حسب تعبيره وأن على الكويت والسعودية التفاوض على الديون أو إلغاء جميع ديونها على العراق، ويُقدر صندوق النقد الدولي حجم الديون العراقية للكويت بستين مليار دولار. وتعدت مطالبه إلى طلبه من دول الخليج 10 مليارات دولار كمنحة للعراق وطلب تأجير جزيرتي وربة وبوبيان الكويتيتين. ولم تثمر الجهود الدبلوماسية في تخفيف حدة التوتر. ففي آخر يوليو من عام 1990 عُقد اجتماع في مدينة جدة بين وفد كويتي يرأسه الشيخ سعد العبد الله السالم الصباح، ولي العهد الكويتي، ووفد عراقي برئاسة عزة الدوري. ونتج عن هذا الاجتماع الموافقة على تقديم الكويت منحة 9 مليارات دولار وتبرع الملك فهد بن عبد العزيز آل سعود بعشرة مليارات دولار بشرط أن يتم ترسيم الحدود بين الكويت والعراق دوليًا قبل دفع أي مبلغ. وقد جاء طلب الكويت هذا إثر قيام العراق بترسيم الحدود وعقد المعاهدات والتسويات مع كل من المملكة العربية السعودية والأردن وأجل عقد معاهدات مماثلة مع الكويت كي يتم استخدام هذه القضايا كوسيلة ضغط على الأخيرة.
إحدى نتائج الحرب العراقية الإيرانية كان تدمير موانئ العراق على الخليج العربي مما شل حركة التصدير العراقي للنفط من هذه الموانئ، وكانت القيادة العراقية تأخذ في حساباتها المستقبلية احتمالية نشوب الصراع مع إيران مرة أخرى، ولكنها كانت تحتاج إلى مساحة أكبر من السواحل المطلة على الخليج العربي، فكانت الكويت أحسن فرصة لتحقيق هذا التفوق الاستراتيجي. وهناك آراء تؤمن بأن الغزو العراقي للكويت كان مؤامرة أمريكية-إسرائيلية نفذها صدام حسين ليتم تأمين والسيطرة على منابع النفط في الخليج. وفي 25 يونيو 1990 التقى صدام حسين مع السفيرة الأمريكية أبريل غلاسبي والتي قالت أن أمريكا «ليس لها راي بشان صراع عربي-عربي».

## اجتياح الكويت
في 17 تموز/يوليو سنة 1990، تلقت كلُّ فرق الحرس الجمهوري العراقي أمراً بالتوجّه إلى جنوب العراق، وكان السبب المعلن «إجراء مناورات عمليات كبرى»، وفي ذلك اليوم نفسه كُلّف الحرس الجمهوري بمهمة سرية جدا باحتلال الكويت، وفي يوم 18 تموز/يوليو بدأ استحضار التعرض الميداني على الكويت، ولم يُحدّد يوم الهجوم ولا ساعته إلا يوم 31 تموز/يوليو، إذ تحدد تاريخ الهجوم أن يكون 2 آب/ أغسطس، الساعة 400، سُمّي الهجوم (عملية النداء)، وفي 2 أغسطس من عام 1990 تقدمت فرق الحرس الجمهوري مخترقة الحدود الدولية باتجاه مدينة الكويت وتوغلت المدرعات والدبابات العراقية في العمق الكويتي وقامت بالسيطرة على المراكز الرئيسية في شتى أنحاء البلاد ومن ضمنها العاصمة. كما قام الجيش العراقي بالسيطرة على الإذاعة والتلفزيون الكويتي وتم اعتقال الآلاف من المدنيين الكويتيين بالإضافة إلى أعداد كبيرة من الأجانب الذين كانوا موجودين في الكويت في ذلك الوقت والذين تم استعمالهم كرهائن لاحقا.
بدأت عمليات سلب ونهب واسعة النطاق من قبل القوات العراقية شملت جميع مرافق الكويت من أبسط المواد الغذائية على رفوف الأسواق إلى أجهزة طبية متطورة، وبدأت حملة منظمة لنقل ما تم الاستحواذ عليه إلى العراق. ارتكب الجيش العراقي العديد من الجرائم في الكويت كعمليات الإعدام بدون محاكمة، وكانت عمليات الإعدام تجري أمام منزل الضحية وبحضور أسرته.
قامت السلطات العراقية ولأغراض دعائية بنصب حكومة صورية تحت مسمَّى جمهورية الكويت برئاسة علاء حسين من 4 أغسطس سنة 1990 إلى 8 أغسطس من نفس العام أي لمدة أربعة أيام. اعتُبرت الكويت المحافظة التاسعة عشر للعراق وعُيِّن عزيز صالح النومان وهو قائد الجيش الشعبي في الكويت بمنصب محافظ الكويت. كانت النسخة العراقية من الأحداث والتي نشرتها قنوات الإعلام العراقي هو أن انقلابا عسكريا حصل في الكويت بقيادة الضابط الكويتي علاء حسين الذي طلب الدعم من العراق للإطاحة بأمير الكويت ولكن هذا التحليل لم يلاق قبولاً من الرأي العام العالمي.

## الهجوم الصاروخي العراقي على السعودية والبحرين وإسرائيل
منذ 18 يناير 1991م شن العراق الضربات الصاروخية مستخدماً صاروخ الحسين وصاروخ العباس على المملكة العربية السعودية ومملكة البحرين على النحو التالي: 43 صاروخ سكود عراقي على المملكة العربية السعودية، و3 صواريخ سكود عراقية على البحرين.

### الهجمات الصاروخية على المملكة العربية السعودية
قبل بدء عملية عاصفة الصحراء، كانت المملكة العربية السعودية والولايات المتحدة الأمريكية قد بذلتا جهوداً كبيرة في اتخاذ التدابير المكثفة للدفاع عن المملكة، فنُشِرَت 21 بطارية صواريخ باتريوت تتكون من 132 قاعدة إطلاق في الأماكن الحيوية، فكان لها تأثير إيجابي في اعتراض القصف الصاروخي العراقي، الذي بلغ 43 صاروخ سكود عراقي على المملكة، وقد تصدّت لصواريخ سكود العراقية صواريخ «باتريوت» التي استخدمتها السعودية وفجرتها في الجو، ولم ينجح في إصابة الهدف سوى 20 صاروخ سكود عراقي، ومات نتيجة ضرباتها 28 شخص.

### الهجمات الصاروخية على البحرين
في 23 فبراير 1991م، أطلقت القوات العراقية ثلاثة صواريخ من طراز سكود باتجاه المنامة عاصمة دولة البحرين، إلا أن الدفاعات الأرضية قد تصدت لها بصواريخ باتريوت المضادة وفجرتها في الجو، وقد تناثر حطام أحدها على مقربة من مطار الشيخ عيسى وتناثر باقي الحطام بالبحر، ولم تحدث من جرائها أيّ خسائر.

### الهجوم الصاروخي على إسرائيل
بعد يوم واحد من بدء عملية عاصفة الصحراء في 17 يناير من العام 1991م قامت العراق بإرسال 43 صاروخ على إسرائيل، ويرى بعض المحللين السياسيين أن هدف الهجوم هو تحريك الشعوب العربية للوقوف ضد حكوماتهم والضغط عليها لكي يقفوا مع العراق ضد القوى الغربية التي تريد الإطاحة به وذلك عبر تصوير أن المعركة بين العرب وإسرائيل، ولكن أمريكا فطنت لهذه الحركة وطلبت من إسرائيل ضبط النفس وعدم الرد على الهجوم.

## ردود الأفعال
بعد ساعات من الاجتياح العراقي للكويت، طالبت الكويت والولايات المتحدة بعقد اجتماع طارئ لمجلس الأمن وتم تمرير قرار مجلس الأمن الدولي رقم 660 والتي شجبت فيها الاجتياح وطالبت بانسحاب العراق من الكويت. في 3 أغسطس عقدت الجامعة العربية اجتماعا طارئًا وقامت بنفس الإجراء، وفي 6 أغسطس أصدر مجلس الأمن قراراً بفرض عقوبات اقتصادية على العراق.
بعد اجتياح الكويت بدأت السعودية تبدي مخاوفها عن احتمالية حدوث اجتياح لأراضيها، وهذه الاحتمالية لعبت دورا كبيرا في تسارع الإجراءات والتحالفات لحماية حقول النفط السعودية التي إن سيطر العراق عليها كانت ستؤدي إلى عواقب لم يكن في مقدرة الغرب تحملها.
خلال ذلك قام الرئيس العراقي بإضافة كلمة «الله أكبر» على العلم العراقي في محاولة منه لإضفاء طابع ديني على الحملة ومحاولة منه لكسب الإخوان المسلمين والمعارضين السعوديين إلى جانبه، وزاد حجم هذا الطابع الديني في الحملة الدعائية على السعودية عندما بدأت القوات الأجنبية تتدفق عليها.
في بداية الأمر صرَّح الرئيس الأمريكي جورج بوش الأب بأن الهدف من الحملة هو منع القوات العراقية من اجتياح الأراضي السعودية وسمَّى الحملة بتسمية «عملية درع الصحراء»، وبدأت القوات الأمريكية بالوصول إلى السعودية في 7 أغسطس من عام 1990، وفي نفس اليوم الذي أعلن العراق فيه ضمه للكويت واعتبارها «المحافظة التاسعة عشر». وصل حجم الحشود العسكرية في السعودية إلى 500,000 جندي.
في خضم هذه الحشود العسكرية، صدرت سلسلة من قرارات مجلس الأمن والجامعة العربية وكان أهمها قرار مجلس الأمن الدولي رقم 678، والذي صدر في 29 نوفمبر سنة 1990 حيث حدد فيه تاريخ 15 يناير من سنة 1991 موعدا نهائيا للعراق لسحب قواتها من الكويت وإلا فإن قوات الائتلاف سوف «تستعمل كل الوسائل الضرورية لتطبيق قرار مجلس الأمن الدولي رقم 660».

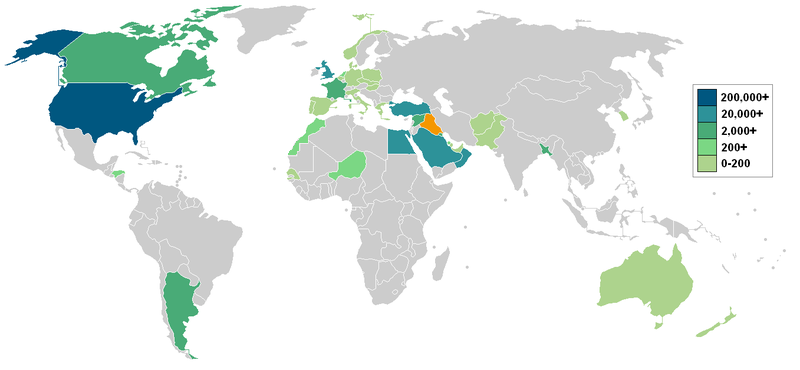
الدول المشاركة في قوات التحالف عام 1991. كلما غمق اللون الأخضر يدل على زيادة عدد القوات المشاركة.

تشكل إتلاف عسكري مكون من 34 دولة ضد العراق لتنفيذ قرارات مجلس الأمن الخاصة بانسحاب القوات العراقية من الكويت دون قيد أو شرط، وبلغت نسبة الجنود الأمريكيين من الائتلاف العسكري حوالي 74% من العدد الإجمالي للجنود الذين تم حشدهم، وقد وصل العدد الإجمالي لجنود قوات الائتلاف إلى 959,600. قامت الولايات المتحدة بعدة إجراءات لاستمالة الراي العام في الشارع الأمريكي إلى القبول بفكرة التدخل الأمريكي في مسألة الكويت حيث برزت أصوات معارضة للتدخل في الشارع الأمريكي وأحد هذه الإجراءات كانت إنشاء «منظمة مواطنون للكويت الحرة» والتي تم تمويلها بأموال كويتية حيث قامت بحملات إعلامية لكسب ود الشارع الأمريكي والعالمي عن طريق توظيف شركة «هيل أند نولتون» (بالإنجليزية: Hill & Knowlton) بمبلغ 11 مليون دولار. كما قامت سفارة الكويت في واشنطن برعاية العديد من برامج الإذاعة والمناسبات الرياضية في دعم القضية الكويتية ووزعت السفارة 200 ألف نسخة من كتاب «اغتصاب الكويت» على البرامج الحوارية والصحف اليومية وجنود الجيش الأمريكي. وقد وافق مجلس الشيوخ الأمريكي في 21 يناير سنة 1991 على استخدام القوة العسكرية لتحرير الكويت بموافقة 52 عضو ورفض 47. كما وافق مجلس النواب الأمريكي بموافقة 250 عضو ورفض 183.
بدأ العراق محاولات إعلامية لربط مسالة اجتياح الكويت بقضايا «الأمة العربية» فأعلن العراق أن أي انسحاب من الكويت يجب أن يصاحبه انسحاب سوري من لبنان وانسحاب إسرائيلي من الضفة الغربية وقطاع غزة وهضبة الجولان.

## موقف الدول العربية من حرب تحرير الكويت
تباينت دول الجامعة العربية بموقفها من الحرب، الأردن أعلن رسميا تأييده للعراق واعتبر الحرب عدوانا على الأمة العربية كما ورد في البيان الأردني، ومثلها فعلت اليمن. والدول التي تحفظت في موقفها هي الجزائر وتونس ومنظمة التحرير الفلسطينية وموريتانيا والسودان وليبيا. أما الدول التي ساندت الكويت وقامت بالمساعدة كانت: السعودية والإمارات العربية المتحدة والبحرين وقطر وعمان ومصر وسوريا والمغرب. أمين الجامعة العربية، السيد الشاذلي القليبي، وهو تونسي، أعلن استقالته ساعة بدئ الحشد للحرب على العراق.

## الحرب

### الحملة الإعلامية
كانت معركة أمّ المعارك أول حرب تجري أحداثها ويعرضها التلفزيون ليطّلع عليها المشاهدون فورًا في أرجاء العالم في بث مباشر غالبًا. ولم يحدث قبل ذلك حرصٌ على تلقّي الأخبار كما في تلك الحرب، وقلّما اجتمعت الأمم على الاهتمام بمسألة واحدة كتلك الحرب التي ظلّ الجدال في مجرياتها أيامًا، وكانت أول تغطية تلفزيونية بهذا التركيز على حدث واحد لأسابيع متتابعة حتى وضعت الحرب أوزارها، كما لم تستجب الأمم من قبل لمثل هذا التضليل الإعلامي والدعاية. أثناء الحرب عملت إدارة بوش والبنتاغون والعسكريون على تشويه صورة العراقيين كلما أمكن ذلك في حين عرض الأمريكيون أفعالهم في سياق مقبول، مهما بلغت وحشيتها، فلم تظهر صور مذمومة الا فيما ندر عن الأفعال العسكرية الأمريكية. والكذبة الكبرى التي تكررت يوميًا طوال الحرب هي أنّ حملة قصف التحالف الذي تقوده الولايات المتحدة كانت دقيقة تتحاشى إصابة المدنيين. رَوّجت لهذه الأكذوبة إدارة بوش وعسكريو الولايات المتحدة. ففي المؤتمر الصحفي للجنرال شوارزكوف ليوم 27 كانون الثاني أكد أن قوات التحالف تبذل قصارى جهدها لتحاشي الأضرار. وقال «لا أعتقد ان أمة في حالة حرب عمدت إلى استعمال التكنولوجيا لتقليل الأضرار المدنية وتحاشي إصابة الأهداف الثقافية والدينية».
في 5 شباط قال جورج بوش في مؤتمر صحفي: «نحن نفعل كل ما بوسعنا، وبنجاح كبير، لتقليل الأضرار الجانبية .. أود القول أننا نقوم بجهد استثنائي لا مثيل له لتحاشي الإضرار بالمدنيين وأماكنهم المقدسة. وبعد الحرب اعترف البنتاغون أنّ %70 من القنابل قد أخطأت أهدافها، خصوصا بعد ظهور الأدلة المرئية التي أثبتت حجم الأضرار المدنية وتدمير الأهداف غير العسكرية يوميًا. بل كان تدمير البنى التحتية لاقتصاد العراق ومنشآته الكهربائية والماء والصحة والصناعة والاتصالات هدفًا معلنا لحملة القصف.

### الحملة الجوية
في مطلع فجر 16 يناير من سنة 1991، أي بعد يوم واحد من انتهاء المهلة النهائية التي منحها مجلس الأمن للعراق لسحب قواته من الكويت، شنت طائرات قوات الائتلاف حملة جوية مكثفة وواسعة النطاق شملت العراق كله من الشمال إلى الجنوب حيث قامت بقرابة 109,867 غارة جوية خلال 43 يوم بمعدل 2,555 غارة يوميًا. أستخدم خلالها 60,624 طن من القنابل، الأمر الذي أدى إلى تدمير الكثير من البنى التحتية. وفي 17 يناير من نفس السنة، قام الرئيس صدام حسين بإصدار بيان من على شبكة الإذاعة العراقية معلنا فيها أن «أم المعارك قد بدأت».
استعمل في هذه الحملة الجوية من القنابل ما يسمَّى بالقنابل الذكية والقنابل العنقودية وصواريخ كروز. قام العراق بالرد على هذه الحملات الجوية بتوجيه 7 من صواريخ سكود (أرض أرض) إلى أهداف داخل إسرائيل في 17 يناير 1991 في محاولة لجر إسرائيل إلى الحرب. بالإضافة إلى إطلاق صواريخ سكود على كل من مدينتي الظهران والرياض بالسعودية، ومن ضمن أبرز الأهداف التي اصابتها الصواريخ العراقية داخل الأراضي السعودية إصابة منطقة عسكرية أمريكية في الظهران أدت إلى مقتل 28 جندي أمريكي مما أدى إلى عملية انتقامية بعد انسحاب القوات العراقية وقصف القوات المنسحبة في عملية سميت بطريق الموت.

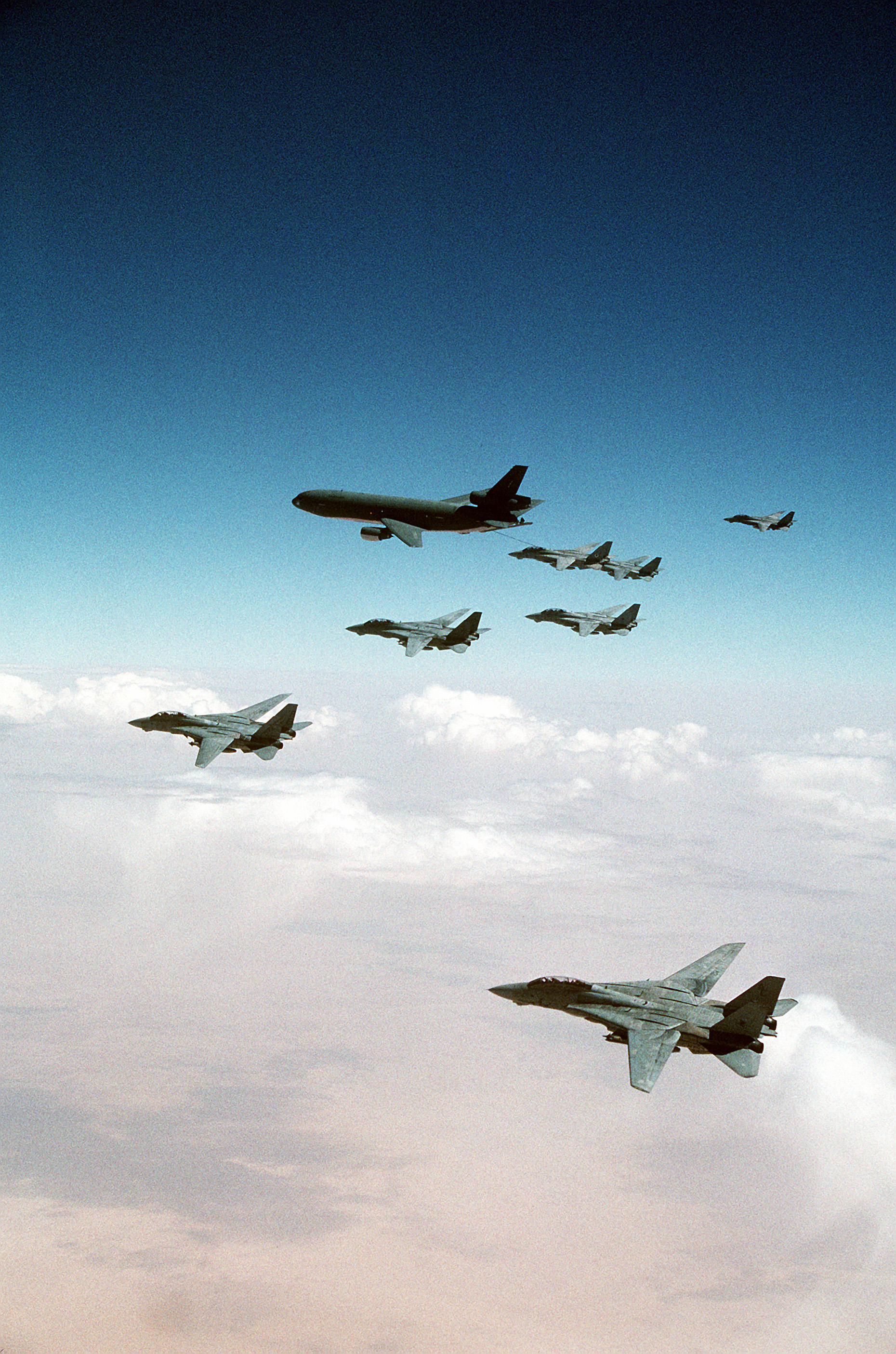
طائرات إف - 14 توم كات تتزود بالوقود من طائرة كي سي 10 فوق العراق.

كانت المضادات الجوية العراقية فعالة بشكل مفاجئ في مواجهة قوات الائتلاف، حيث أسقط العراقيون 75 طائرة معادية باستخدام صواريخ أرض جو. وفي الرياض اصابت الصواريخ العراقية مبنى الأحوال المدنية ومبنى مدارس نجد الأهلية الذي كان خاليا وقتها. كان الهدف الأول لقوات الائتلاف هو تدمير قوات الدفاع الجوي العراقي لتتمكن بعد ذلك من القيام بغاراتها بسهولة وقد تم تحقيق هذا الهدف بسرعة وبسلاسة، حيث تم إسقاط طائرة واحدة فقط من طائرات قوات التحالف في الأيام الأولى من الحملة الجوية. كانت معظم الطائرات تنطلق من الأراضي السعودية وحاملات الطائرات الستة المتمركزة في الخليج العربي.
شكلت القوة الجوية العراقية في بداية الحملة الجوية خطر على قوات التحالف. فقد كانت القوة الجوية العراقية مكونة من 750 طائرة قتالية و 200 طائرة مساندة موزعة على 24 مطار عسكري رئيسي، إضافة إلى دفاعات جوية متطورة و 9000 مدفعية مضادة للطائرات. بعد تدمير معظم قوات الدفاع الجوي العراقي أصبحت مراكز الاتصال القيادية الهدف الثاني للغارات الجوية وتم إلحاق أضرار كبيرة بمراكز الاتصال مما جعل الاتصال يكاد يكون معدوما بين القيادة العسكرية العراقية وقطعات الجيش. قامت الطائرات الحربية العراقية بطلعات جوية متفرقة أدت إلى إسقاط 38 طائرة ميج منها من قبل الدفاعات الجوية لقوات الائتلاف، وأدرك العراق أن طائراته السوفيتية الصنع ليس بإمكانها اختراق الدفاعات الجوية لقوات التحالف فقامت بإرسال المتبقي من طائراتها، والبالغ عددها 122 طائرة، إلى إيران، كما تم تدمير 141 طائرة في ثكناتها العسكرية. وبدأ العراق في 23 يناير سنة 1991 بعملية سكب متعمدة لما يقارب من مليون طن من النفط الخام إلى مياه الخليج العربي.
بعد تدمير الدفاعات الجوية ومراكز الاتصال العراقية بدأت الغارات تستهدف قواعد إطلاق صواريخ سكود العراقية ومراكز الأبحاث العسكرية والسفن الحربية والقطاعات العسكرية المتواجدة في الكويت ومراكز توليد الطاقة الكهربائية ومراكز الاتصال الهاتفي ومراكز تكرير وتوزيع النفط والموانئ العراقية والجسور وسكك الحديد ومراكز تصفية المياه. وقد أدى هذا الاستهداف الشامل للبنية التحتية العراقية إلى عواقب لا تزال آثارها شاخصة إلى حد هذا اليوم. وحاولت قوات التحالف أثناء حملتها الجوية تفادي وقوع أضرار في صفوف المدنيين، ولكن في 13 فبراير سنة 1991 دمر «صاروخان ذكيان» ملجأ العامرية الذي أثير حوله جدل كثير، الأمر الذي أدى إلى مقتل أكثر من 315 عراقي معظمهم من النساء والأطفال.
بدأ العراق باستهداف قواعد قوات التحالف في السعودية بالإضافة إلى استهداف إسرائيل والتي كانت على ما يبدو محاولة من القيادة العراقية لجر إسرائيل إلى الصراع آملًا منها أن يؤدي هذا إلى صدع في صفوف الائتلاف وخاصة في صفوف القوات العربية المشاركة، ولكن هذه المحاولة لم تنجح لأن إسرائيل لم تقم بالرد ولم تنضم إلى الائتلاف.
في 29 يناير عام 1991 تمكنت وحدات من القوات العراقية من السيطرة على مدينة الخفجي السعودية، ولكن قوات الحرس الوطني السعودي بالإضافة إلى قوة قطرية تمكنتا من السيطرة على المدينة، ويرى المحللون العسكريون أنه لو كانت القوة العراقية المسيطرة على الخفجي أكبر حجمًا لأدى ذلك إلى تغيير كبير في موازين الحرب إذ كانت مدينة الخفجي ذات أهمية استراتيجية كونها معبرا لحقول النفط الشرقية للسعودية ولم تكن الخفجي محمية بقوة كبيرة الأمر الذي استغلته القيادة العسكرية العراقية. وسُميت هذه المعركة باسم معركة الخفجي.

### الحملة البرية

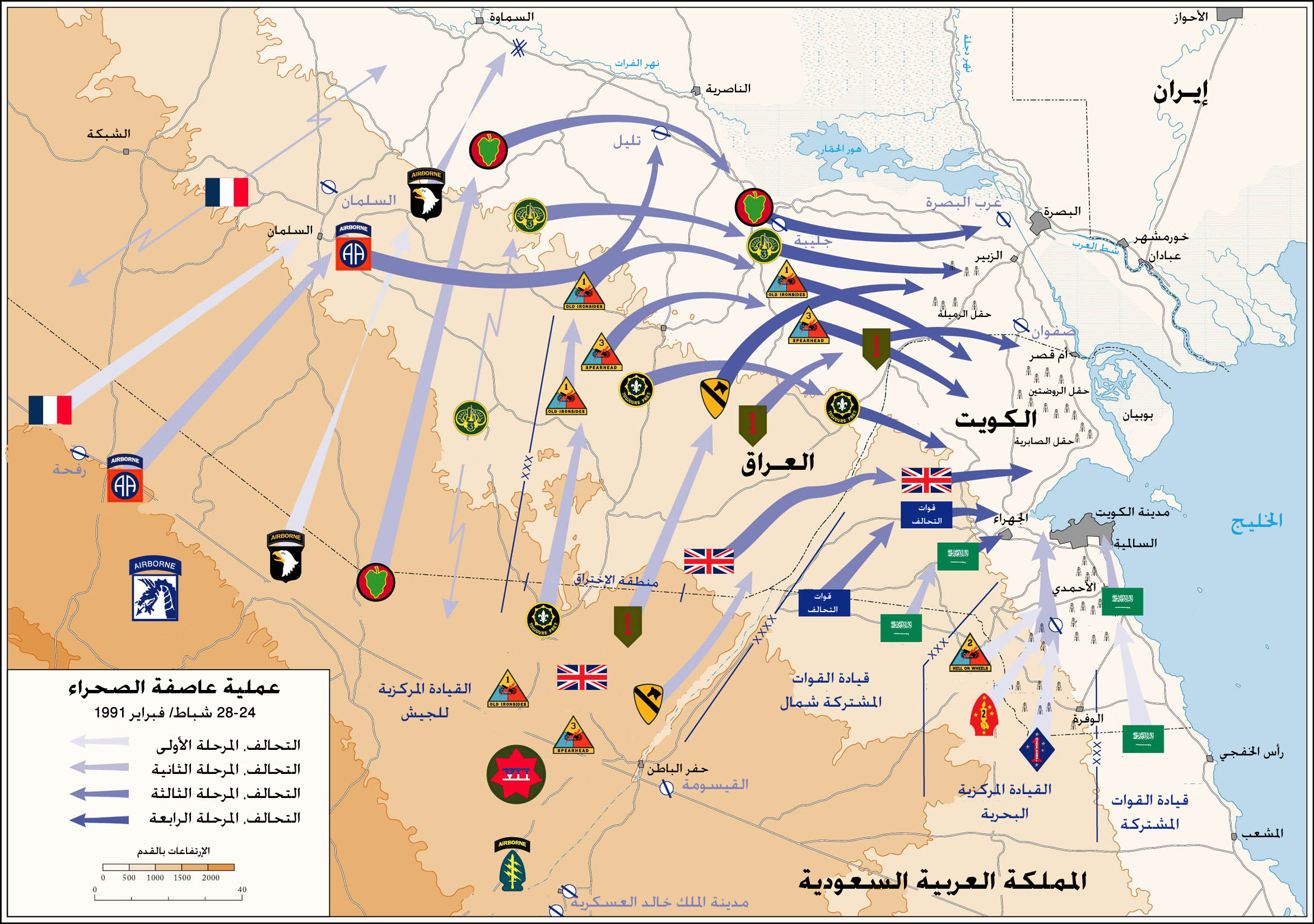
خارطة الحملة البرية.

شكل الهجوم البري لتحرير الكويت نهاية حرب الخليج الثانية. فقد اعتمدت إستراتيجية التحالف على حرب الاستنزاف حيث تم إضعاف الجيش العراقي بالحرب الجوية على مدى 43 يومًا. وتعتبر هذه المواجهة الأكبر منذ الحرب العالمية الثانية حيث تواجه نحو مليون جندي تصاحبهم الآليات المدرعة وقطع المدفعية مسنودةً بالقوة الجوية. حاول العراق في اللحظات الأخيرة تجنب الحرب، ففي 22 فبراير سنة 1991 وافق العراق على مقترح سوفيتي بوقف إطلاق النار والانسحاب من الأراضي الكويتية خلال فترة قدرها 3 أسابيع على أن يتم الإشراف على الانسحاب من قبل مجلس الأمن. لم توافق الولايات المتحدة على هذا المقترح ولكنها «تعهدت» أنها لن تقوم بمهاجمة القطاعات العراقية المنسحبة وأعطت مهلة 24 ساعة فقط للقوات العراقية بإكمال انسحابها من الكويت بالكامل.

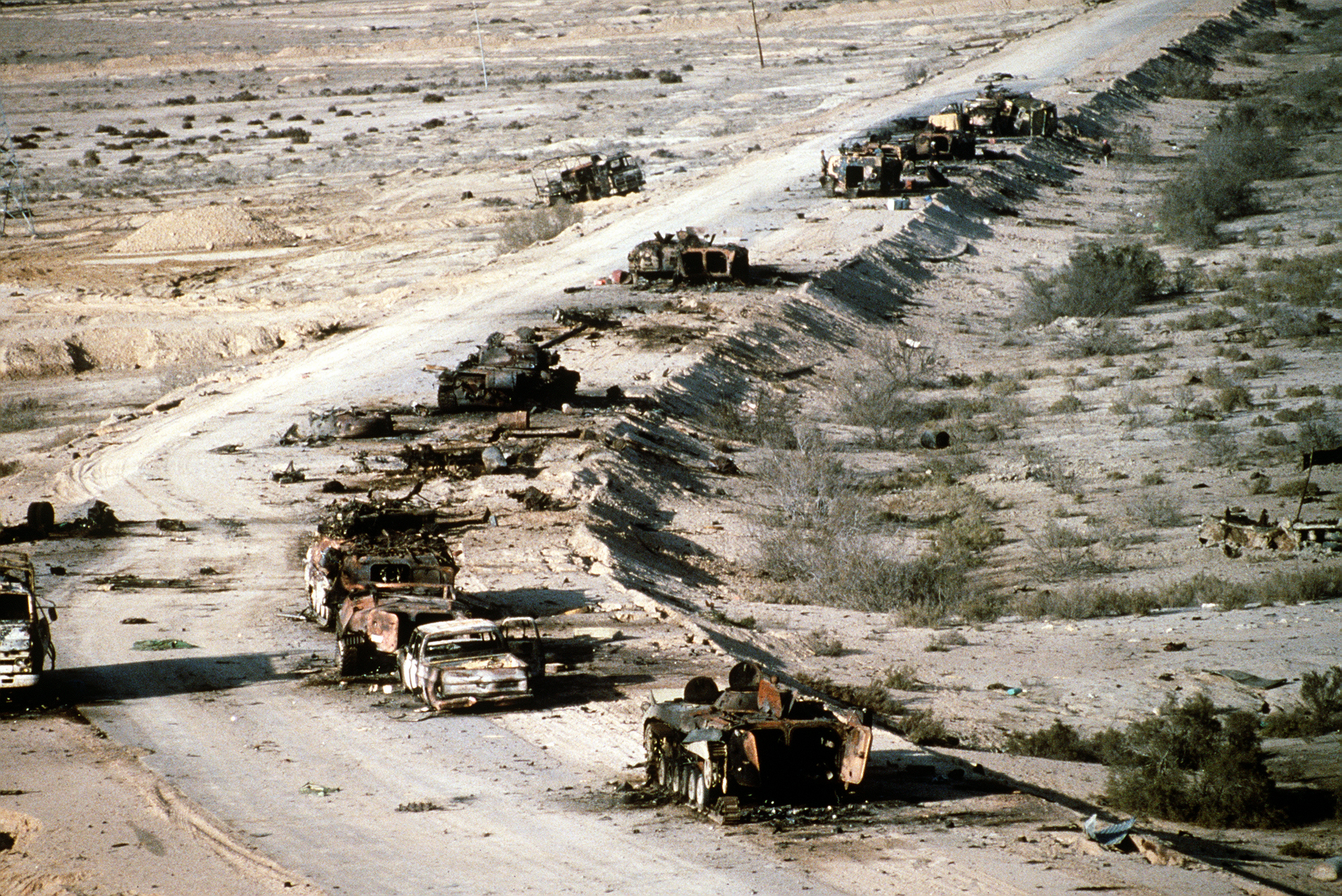
طريق الموت.

في الرابعة فجرًا من 24 فبراير من نفس العام بدأت قوات التحالف توغلها في الأراضي الكويتية والعراقية. وتم تقسيم الجيش البري إلى ثلاث مجاميع رئيسية بحيث تتوجه المجموعة الأولى لتحرير مدينة الكويت بينما تقوم الثانية بمحاصرة جناح الجيش العراقي في غرب الكويت. وتقوم المجموعة الثالثة بالتحرك في أقصى الغرب وتدخل جنوب الأراضي العراقية لقطع كافة الإمدادات للجيش العراقي. وفي اليوم الأول للحرب البرية استطاعت قوات التحالف للوصول إلى نصف المسافة لمدينة الكويت بينما لم تلاق المجموعتين الآخرتين أي صعوبات في التقدم. وفي اليوم الثاني قامت قوات التحالف بقطع جميع الطرق لإمداد للجيش العراقي.
في 26 فبراير سنة 1991 بدأ الجيش العراقي بالانسحاب بعد أن أشعل النار في حقول النفط الكويتية وتشكل خط طويل من الدبابات والمدرعات وناقلات الجنود على طول المعبر الحدودي الرئيسي بين العراق والكويت، وقصفت قوات التحالف القطعات العسكرية المنسحبة من الكويت إلى العراق مما أدى إلى تدمير ما يزيد عن 1500 عربة عسكرية عراقية، وبالرغم من ضخامة عدد الآليات المدمرة إلا أن عدد الجنود العراقيين الذين قتلوا على هذا الطريق لم يزد عن 200 قتيل لأن معظمهم تركوا عرباتهم العسكرية ولاذوا بالفرار. سُمي هذا الطريق فيما بعد بطريق الموت أو ممر الموت.
وفي اليوم التالي، أي 27 فبراير، أعلن الرئيس الأمريكي جورج بوش الأب عن تحرير الكويت بعد 100 ساعة من الحملة البرية، فقال:

## الدول المشاركة في التحالف

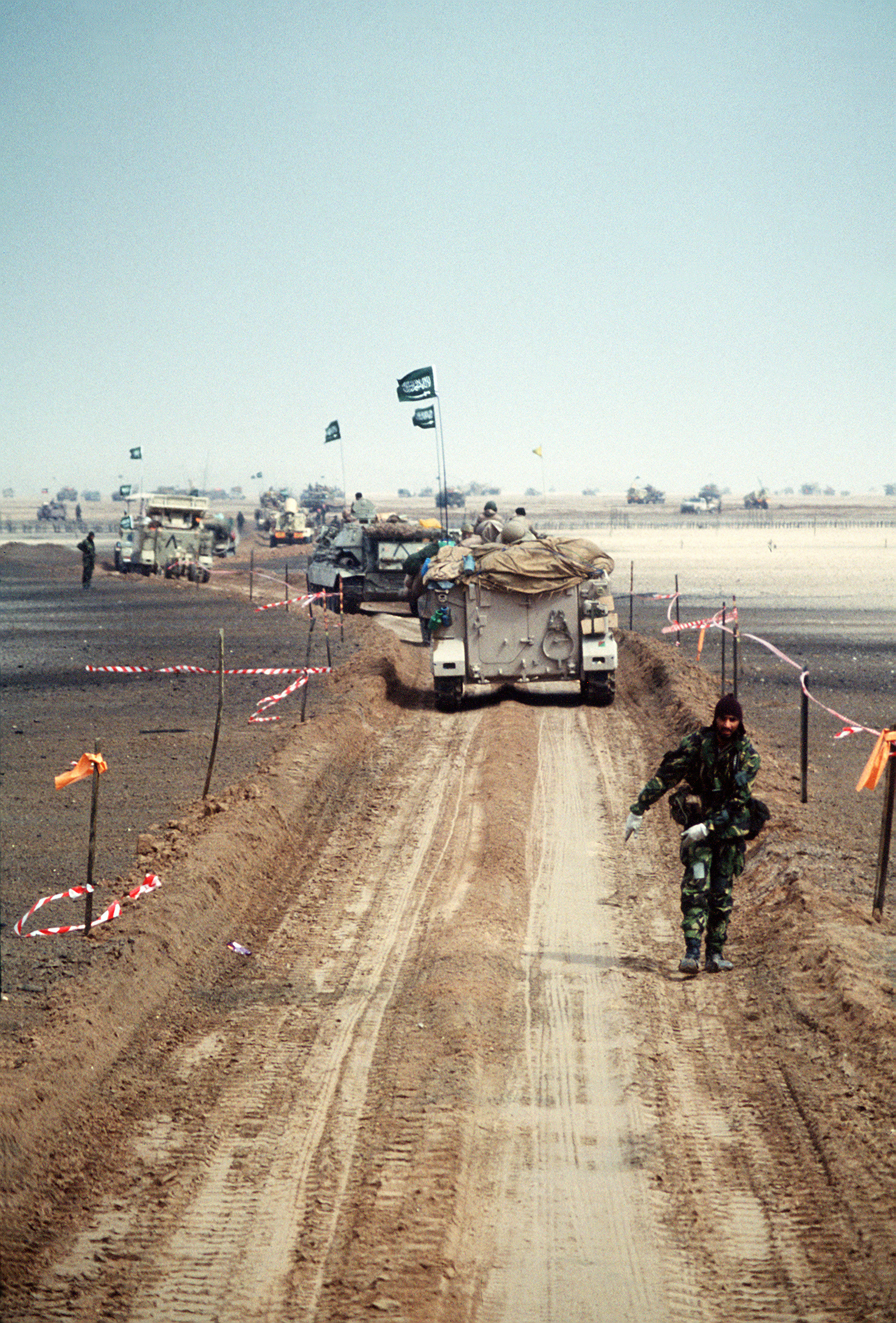
القوات البرية السعودية خلال عبورها أحد حقول الألغام.

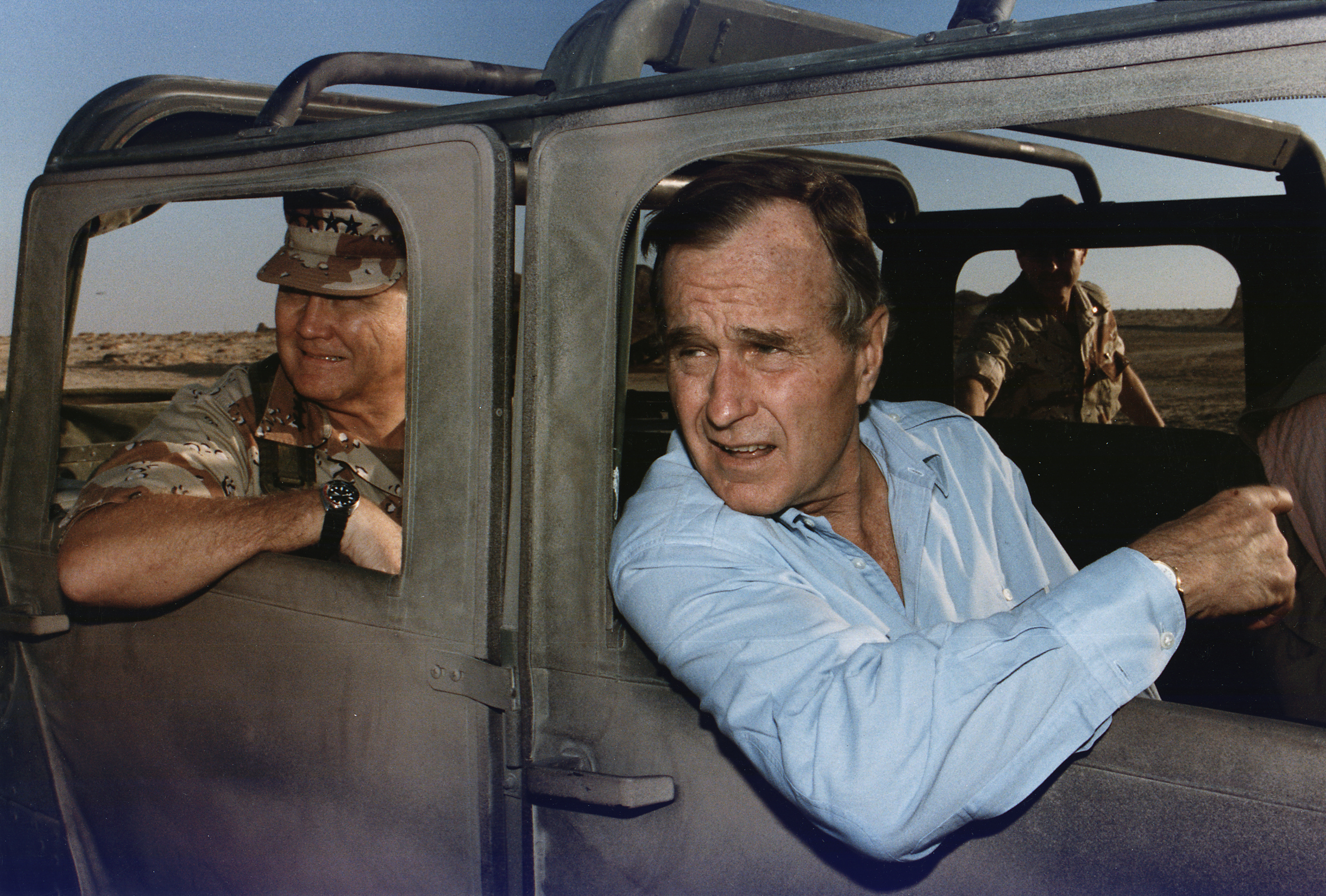
الجنرال نورمان شوارزكوف والرئيس جورج بوش الأب يتفقدان الجنود الأمريكيين في السعودية يوم عيد الفصح من سنة 1991.

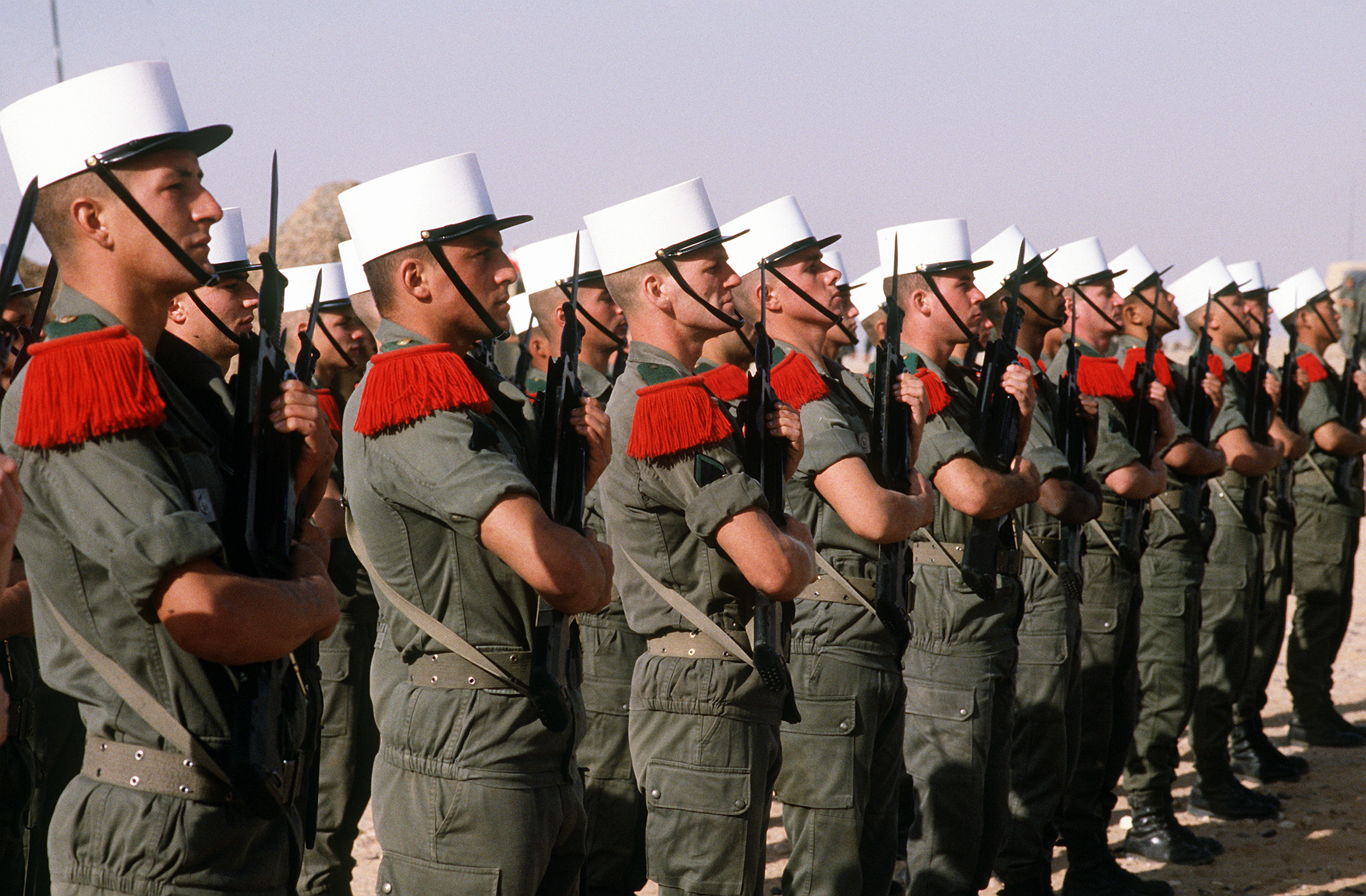
الحرس الشرفي من الفيلق الفرنسي العامل في الخارج في الكتيبة السادسة، بانتظار وصول الملازم خالد بن سلطان بن عبد العزيز، قائد قوات الائتلاف في السعودية.

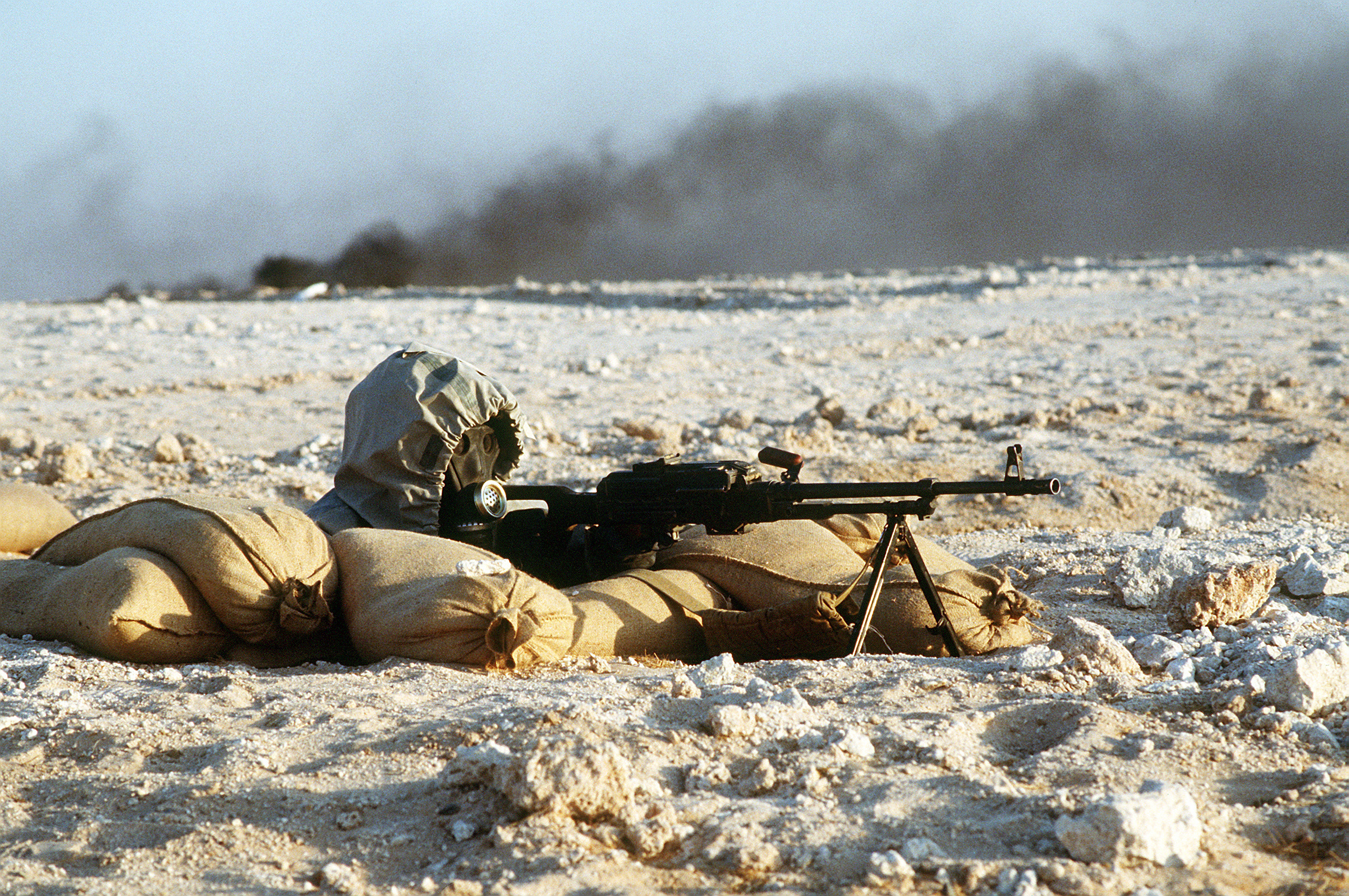
جندي سوري برشاش بي كاي مرتديا القناع للوقاية من الكيماوي العراقي خلال حرب الخليج الثانية

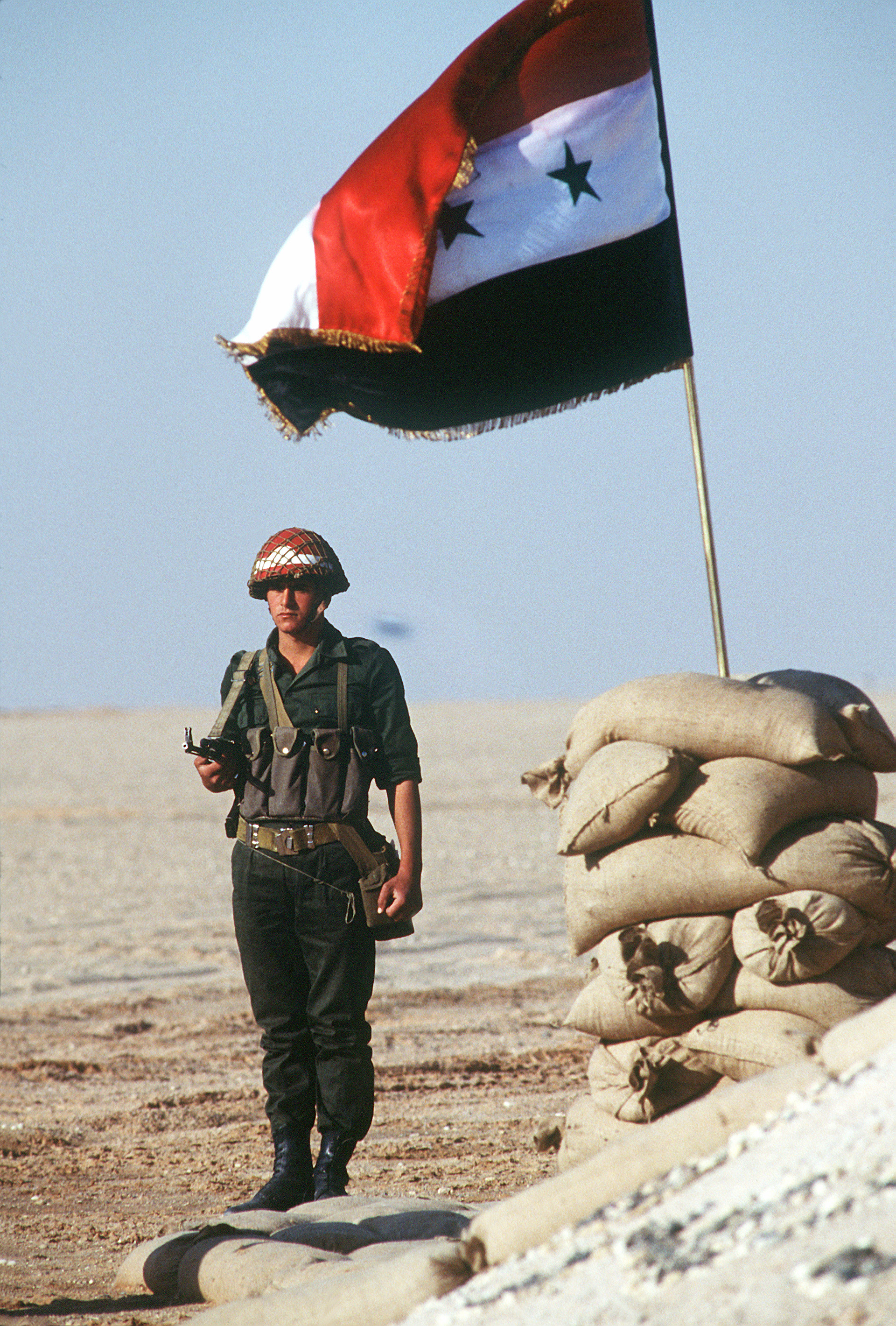
جندي من الجيش السوري يقف بالقرب من علم بلاده.

تشكلت قوات الائتلاف بقيادة الولايات المتحدة من الدول التالية: الأرجنتين، أستراليا، البحرين، بنغلاديش، بلجيكا، كندا، تشيكوسلوفاكيا، الدانمارك، سوريا، فرنسا، ألمانيا، اليونان، إيطاليا، اليابان، الكويت، المغرب، هولندا، نيوزيلندا، النيجر، النرويج، عُمان، باكستان، بولندا، البرتغال، قطر، السعودية، السنغال، كوريا الجنوبية، إسبانيا، مصر، تركيا، الإمارات العربية المتحدة، والمملكة المتحدة.

| قائمة أعداد جنود قوات التحالف بحسب الدولة | قائمة أعداد جنود قوات التحالف بحسب الدولة  | قائمة أعداد جنود قوات التحالف بحسب الدولة |
| الدولة                                    | عدد الجنود                                 | ملاحظات                                   |
| ----------------------------------------- | ------------------------------------------ | ----------------------------------------- |
| الولايات المتحدة                          | 575,000 - 697,000                          | عمليتي درع الصحراء وعاصفة الصحراء         |
| السعودية                                  | 52,000 - 100,000                           | عمليتي درع الصحراء وعاصفة الصحراء         |
| المملكة المتحدة                           | 43,000 - 45,400                            | عمليتي درع الصحراء وعاصفة الصحراء         |
| مصر                                       | 33,600 - 35,000                            | عملية عاصفة الصحراء                       |
| فرنسا                                     | 18,000                                     |                                           |
| سوريا                                     | 14,500                                     | عملية عاصفة الصحراء                       |
| المغرب                                    | 13,000                                     |                                           |
| الكويت                                    | 9,900                                      | عملية عاصفة الصحراء                       |
| عمان                                      | 6,300                                      | عملية عاصفة الصحراء                       |
| باكستان                                   | 4,900 - 5,500                              |                                           |
| كندا                                      | 4,500 منهم 2,700 شاركوا بالعمليات القتالية |                                           |
| الإمارات العربية المتحدة                  | 4,300                                      | عملية عاصفة الصحراء                       |
| قطر                                       | 2,600                                      |                                           |
| بنغلادش                                   | 2,200                                      |                                           |
| أستراليا                                  | 1,800                                      |                                           |
| إيطاليا                                   | 1,200                                      | ساهمت بطائرات تورنادو                     |
| هولندا                                    | 600                                        | قوات بحرية                                |
| النيجر                                    | 600                                        |                                           |
| السنغال                                   | 500                                        |                                           |
| إسبانيا                                   | 500                                        | قوات بحرية                                |
| البحرين                                   | 400                                        |                                           |
| بلجيكا                                    | 400                                        |                                           |
| كوريا الجنوبية                            | 314                                        | مساندة طبية ونقل                          |
| أفغانستان                                 | 300                                        |                                           |
| الأرجنتين                                 | 300                                        | قوات بحرية                                |
| النرويج                                   | 280                                        |                                           |
| تشيكوسلوفاكيا                             | 200                                        | عمليتي درع الصحراء وعاصفة الصحراء         |
| اليونان                                   | 200                                        |                                           |
| بولندا                                    | 200                                        | قوات بحرية ومساندة طبية                   |
| الفلبين                                   | 200                                        | مساندة طبية                               |
| الدنمارك                                  | 100                                        |                                           |
| المجر                                     | 50                                         |                                           |

## خسائر الحرب

### قوات التحالف
حسب إحصاءات قوات التحالف فإن الخسائر البشرية في صفوفها كانت كالتالي:
| - الولايات المتحدة - قُتل 294 جنديا (114 منهم بنيران العدو، 145 في حوادث، و 35 بنيران صديقة) وجُرح 467. - المملكة المتحدة - 47 (38 بنيران العدو، و 9 بنيران ودية). - السعودية - 18. - مصر - 11. | - الإمارات العربية المتحدة - 6. - سوريا - 2. - فرنسا - 2. - الكويت - 1. |

كما تعرضت 75 طائرة للتدمير، منها 27 طائرة تعطلت لأسباب غير حربية. وتكبدت الولايات المتحدة معظم الخسائر في الطائرات بمجموع 63 طائرة و 23 مروحية.

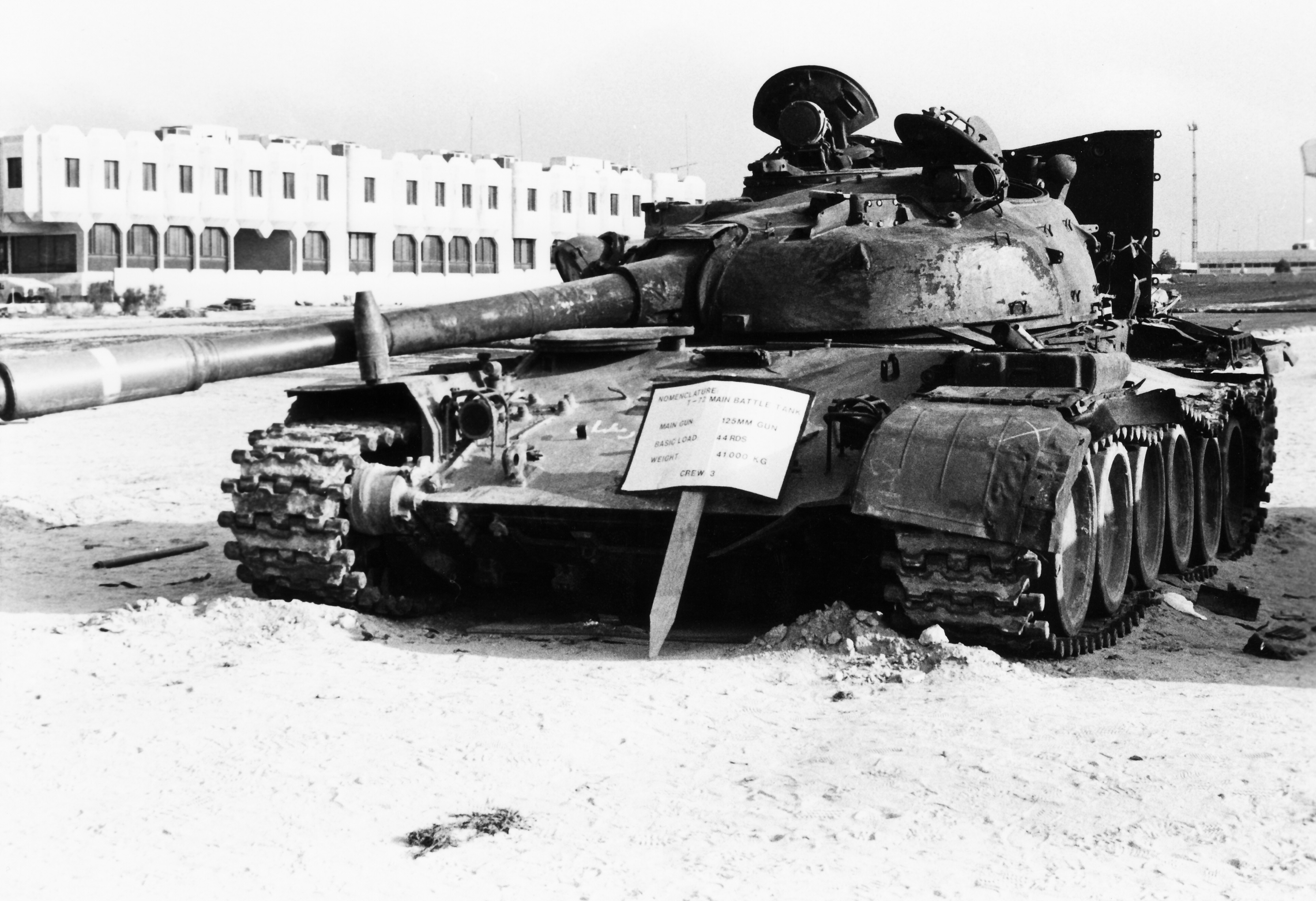
دبابة عراقية مدمرة.

### القوات العراقية
اختلفت التقارير في إحصاء الخسائر العراقية. لكنها بالمتوسط شملت على ما بين 70,000 إلى 100,000 قتيل و 30,000 أسير. بالإضافة إلى تدمير 4,000 دبابة و 3100 قطعة مدفعية و 1856 عربة لنقل القوات. كما تم تدمير حوالي 240 طائرة. ولا توجد إحصائيات تحدد مدى حجم الخسائر في صفوف المدنيين. ومعظم التقارير تقدر عدد خسائر المدنيين بين 2,300 إلى 200,000. وسبب الاختلاف الواضح في الأعداد يعود إلى اختلاف المعطيات في التقدير وخاصة أن عدد كبير من المدنيين تم استعمالهم كدروع بشرية لمنع قوات التحالف من قصف المواقع العسكرية.

## عواقب الحرب على الكويت
عند بدء العمليات الجوية قام الجيش العراقي بتدمير العديد من منشآت البنية التحتية الكويتية. كما قام بأسر وقتل عدد كبير من الكويتيين.

### النتائج الاقتصادية
- إشعال وتدمير أكثر من 727 بئر نفطي من أصل 1080 بئرًا كويتيًا. وقدر قيمة المفقود من النفط والغاز الطبيعي من تلك الآبار بحوالي 120 مليون دولار يوميًا. وأدى ذلك إلى فقد قيمة النفط المحروق كما فقد قيمة غير محققة ناتجة عن وقف الإنتاج. كما أن تكاليف إعادة إعمار القطاع النفطي قد تصل إلى 80 مليار دولار حسب تقديرات وزارة المالية الكويتية.[90]
- تدمير مؤسسات ومنشآت حكومية نجم عنها خسائر بمليارات الدولارات.

#### تكلفة الحرب
تعهدت الولايات المتحدة بالمشاركة بعمليتي درع الصحراء وعاصفة الصحراء بنصف مليون جندي مع معداتهم دون أي اعتبار لمسألة تكاليف ونفقات القوات العسكرية. وقد قدرت التكاليف الإضافية على الولايات المتحدة بـ 61 مليار دولار أمريكي، ودون أن تتشارك دول التحالف في تحمل هذا التكاليف فسوف تضطر الولايات المتحدة إلى دفع هذه التكاليف عن طريق رفع الضرائب أو الاستدانة لتمويل هذه النفقات. إلا أن الكويت والسعودية واليابان وألمانيا والإمارات تعهدوا بدفع 53 مليار دولار لصالح الولايات المتحدة منها 48 مليار مدفوعات نقدية والباقي مدفوعات عينية.
وجاء إسهام كل دولة على النحو التالي:
- السعودية 16.854 مليار دولار منها 4.045 مليار مدفوعات عينية
- الكويت 16.059 مليار دولار منها 44 مليون مدفوعات عينية
- الإمارات 4.088 مليار دولار منها 218 مليون مدفوعات عينية
- اليابان 10.012 مليار دولار
- ألمانيا 6.455 مليار دولار
- كوريا الجنوبية 251 مليون دولار
- دول أخرى 31 مليون دولار

### النتائج السياسية
- انقسام الصف العربي الذي تعرض لشرخ كبير أثر هذا الغزو، حيث شاركت كثير من الدول العربية، مثل مصر وسوريا والمغرب ولبنان والسعودية ودول الخليج الأخرى، في مساندة قوى التحالف ضد العراق لإخراج قواته من الكويت، فيما عارض ذلك البعض الآخر، مثل الأردن واليمن، في حين تحفظت دول أخرى على ذلك، كما فعلت الجزائر ومنظمة التحرير الفلسطينية وليبيا والسودان.[94]
- وجود دائم لقوات أجنبية في جميع دول الخليج العربي حيث تركز وجودها في الكويت والسعودية وقطر والبحرين.

### النتائج الاجتماعية
تعرض الشعب الكويتي إبان الغزو العراقي للتعذيب والأسر والقتل. فقد تم أسر أكثر من 600 كويتي وبعض الأشخاص من جنسيات أخرى أثناء الاحتلال العراقي ولا يزال معظمهم مفقودين، وقد تم فيما بعد إيجاد رفات حوالي 236 أسير منهم في مقابر جماعية.

### النتائج البيئية

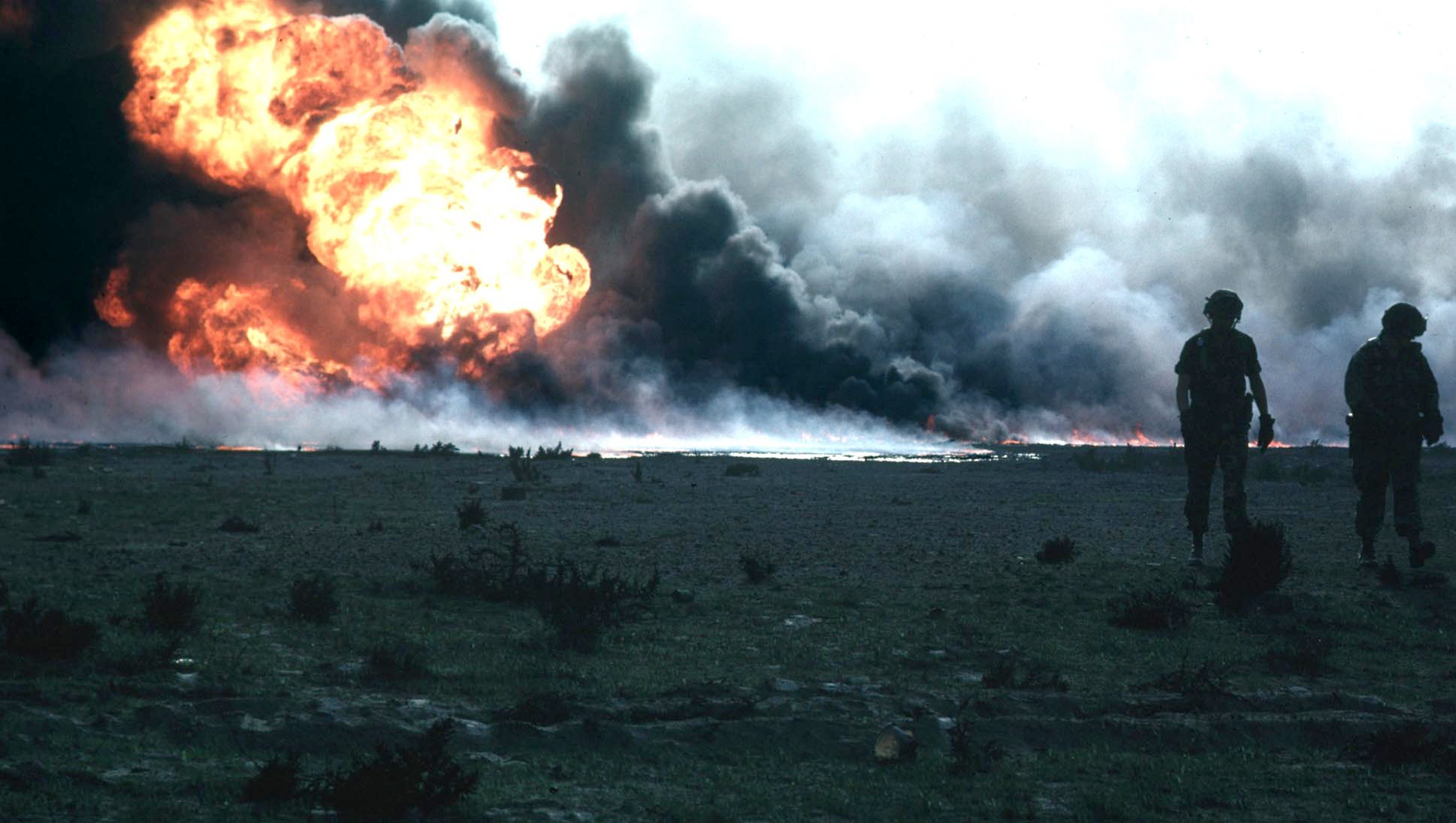
صورة لأحد الآبار المحترقة.

تعرضت الكويت ودول الخليج العربي لأحد أسوأ الكوارث البيئية جراء ممارسات النظام العراقي في ذلك الوقت. فقد كان لحرق أكثر من 727 بئر نفطي الأثر المدمر لجميع عناصر البيئة. ولم يقتصر تأثير حرائق الآبار النفطية على الكويت فقط، حيث وصل آثار الدخان المرئي إلى اليونان غربًا والصين شرقًا. بل حتى وصلت آثار السحابة الدخانية إلى الولايات المتحدة الأمريكية وإن كانت بتركيزات منخفضة. فمرصد «هون لاوا» في هاواي رصد معدلات سخام أعلى بخمس مرات عن معدلات الثلاث سنوات السابقة. كما نجم عن قيام الجيش العراقي بضخ النفط في مياه الخليج العربي - بدأً من الأسبوع الثالث من شهر يناير لعام 1991 - تكوّن أكثر من 128 بقعة نفطية مسببةً أكبر حادث انسكاب نفطي. وتعرضت البيئة الصحراوية للتلوث من عدة عوامل أهمها تشكل البحيرات النفطية الناتجة من تدمير الآبار. كما كان لقيام الجيش العراقي بحفر الخنادق الدفاعية وزرع الألغام الأرضية أثرًا كبيرًا في تفكك التربة.

## سوابق وعواقب الحرب
بعد انتهاء الحرب عانى الجيش العراقي من تدمير قطاعاته وأمست الحكومة العراقية في أضعف حالاتها، وكان كل المراقبين يتصورون أنه سوف يتم الإطاحة بحكومة الرئيس صدام حسين وقام الرئيس الأمريكي بصورة غير مباشرة بتشجيع العراقيين على القيام بثورة ضد الرئيس، حيث صرح أن المهمة الرئيسية لقوات الائتلاف كانت «تحرير الكويت» وأن تغيير النظام السياسي في العراق هو «شأن داخلي» وبدأ تذمر واسع النطاق بين صفوف الجيش العراقي المنسحب وبدأت ما تُسمى بالانتفاضة العراقية لسنة 1991 عندما صوب جندي مجهول فوهة دبابته إلى أحد صور الرئيس صدام حسين في أحد الساحات الرئيسية في مدينة البصرة وكانت هذه الحادثة باعتبار البعض الشرارة الأولى للانتفاضة التي عمت جنوب العراق وتبعتها المناطق الشمالية، ولكن وحدات الحرس الجمهوري وبعض قيادات الجيش العراقي ظلت موالية للرئيس العراقي وقامت بإخماد نيران الانتفاضة بسرعة. وبدأ الأكراد في الشمال بالنزوح بالملايين نحو الحدود العراقية مع إيران وتركيا. ذكر ديف جونز أن سبب فشل الانتفاضة كان اتفاقا عقد في صفوان وعرف باسم مباحثات وقف إطلاق النار بين قوات التحالف والعراقيين في سفوان[معلومة أم رأي؟]، وفيه سمح قائد القوات الأمريكية نورمان شوارزكوف لقيادات الجيش العراقي باستعمال المروحيات التي استعملها الجيش العراقي بكثافة لإخماد الانتفاضة.[إخفاق التحقق]
كما نتج عن معركة أم المعارك/حرب الخليج الثانية تدمير بنية العراق التحتية وجيشه وحرسه الجمهوري الذي كان يعد من أقوى جيوش المنطقة، وفُرضت عزله شديدة على العراق قبل الحرب في 6 آب سنة 1990م إثر قرار هيئة الأمم المتحدة فرض عقوبات اقتصادية خانقة عليها استمرت ثلاثة عشر عامًا عانى منها البلد بشدة، قال وزير التجارة محمد مهدي صالح في كتابه (درء المجاعة عن العراق) المنشور سنة 2022 «تضمنَ هذا القرارُ الذي اتخذه مجلس الأمن لأول مرة في تاريخ الأمم المتحدة منعَ تصدير جميع السلع ومنع استيراد جميع السلع بضمنها الغذاء والدواء...بيّن البحثُ وعبر تاريخ الأمم المتحدة ولغاية الآن أصدرَ مجلس الأمن قرارات بفرض حصار شامل لإجبارها على تنفيذ الأهداف الواردة في تلك القرارات واستثنى في تلك القرارات الغذاءَ والدواءَ والحاجاتِ الأساسيةَ الأخرى ومصادر تمويلها عدا حالة العراق الوحيدة والأولى والأخيرة لحد الآن التي شمل مجلسُ الأمنِ فيها الغذاءَ والدواءَ والحاجاتِ الأساسيةَ»، فالأضرار التي لحقت بالبنية التحتية للعراق من مصافي النفط ومولدات الطاقة الكهربائية ومحطات تصفية المياه أدت إلى تدني هائل في جميع المرافق الاقتصادية والصحية والاجتماعية في العراق. نتج عن الحرب الجوية تدمير 96% من مولدات الطاقة الكهربائية لتعيد مستويات إنتاج الكهرباء في العراق لما قبل عام 1920. وتعرضت بعض البنى التحتية لقصف متكرر كمحطة كهرباء الحارثة قرب البصرة ومحطة تكرير النفط في بيجي. ويرى بعض الخبراء أن لا يوجد مبرر واضح لهذا القصف المتكرر وخاصة أن البنى التحتية التي قصفت من الصعب أن يتم إصلاحها خلال الحرب. كما أقامت الولايات المتحدة، منطقة حظر الطيران لحماية المدنيين العراقيين في منطقة الشمال والجنوب وهذه المنطقة كانت العامل الرئيسي في إقامة اقليم كردستان في شمال العراق لاحقا. وكان للحصار تأثير كبير شمل جميع جوانب الحياة الاجتماعية والاقتصادية. فقد أدى الحصار إلى ارتفاع نسبة التضخم ليصل إلى 2400% في عام 1994. كما أدى الحصار إلى هجرة أكثر من 23 ألف باحث وطبيب ومهندس عراقي إثر انخفاض معدلات أجر الفرد إلى أكثر من النصف. وقد صاحب الحصار ارتفاع معدلات وفيات الأطفال وسوء التغذية وانخفاض معدلات التحصيل العلمي. فقد تعرض أكثر من 4,500 طفل شهريًا للوفاة نتيجة سوء التغذية والأمراض حسب تقديرات اليونسيف.
كما ألزم مجلس الأمن التابع للأمم المتحدة العراق بتخصيص 5% من عائدات بيع النفط لتعويض الكويت عن الأضرار التي خلفها الجيش العراقي. وقد جمعت اللجنة التابعة للأمم المتحدة ما قيمته 386 مليار دولار حصلت الكويت منها على 52 مليار دولار، وكانت آخر دفعة في يوم 9 شباط/فبراير سنة 2022.

## مرض حرب الخليج
مرض حرب الخليج هي تسمية أطلقت على مجموعة من الأعراض البدنية والنفسية التي عانى منها جنود قوات الائتلاف بعد عودتهم إلى أوطانهم ولا يزال الجدل محتدما حول أسباب الأعراض المرضية التي يعاني منها بعض هؤلاء الجنود ومن بعض هذه الأعراض: ازدياد نسبة أمراض الجهاز المناعي والخمول المزمن وفقدان السيطرة على العضلات الإرادية والإسهال والصداع ونوع من فقدان الذاكرة والتوازن والارتباك وآلام المفاصل والقيء وتضخم الغدد والحمى.
من الاحتمالات التي طُرحت كأسباب لهذه الحالة هي:
- اليورانيوم المنضب.[109][110][111]
- الأسلحة الكيمياوية وخاصة غاز الخردل.
- الأمصال التي حقن بها الجنود قبل الحرب لوقايتهم من الأسلحة البيولوجية.
- تصرف الجهاز المناعي كما لو كان الجسد يتعرض لهجوم، فيستثار الجهاز المناعي، الذي يطلق هجوما مضادا ينتج عنه الإحساس بالضعف والوهن.
- احتراق وقود الديزل من حقول النفط المحترقة.
- التعرض إلى بخار حمض النتريك المنبعث من إطلاق الصواريخ والقذائف.

## تأثير اليورانيوم المنضب
اليورانيوم المنضب عبارة عن يورانيوم يحتوي على نسبة مختزلة من نظائر عناصر كيميائية لليورانيوم. في عام 1998 صرح أطباء في اختصاص طب المجتمع في العراق أن استعمال قوات الائتلاف لهذه المادة أدت إلى ارتفاع كبير بنسب التشوهات الخلقية للولادات ونسب سرطان الدم وبالأخص أبيضاض الدم. وصرح الأطباء أيضا أنه ليست لديهم الإمكانيات التقنية لتقديم الأدلة على هذا الترابط. قامت منظمة الصحة العالمية بتقديم عرض إلى الحكومة العراقية بإجراء تجارب وأبحاث لكشف صحة هذه المزاعم إلا أن الحكومة العراقية رفضت هذا الاقتراح ولكن المنظمة استطاعت في عام 2001 إجراء بعض التقيمات المحدودة والتي أدت إلى صدور تصريح من المنظمة بأن اليورانيوم المنضب هو مادة ذات قوة إشعاعية ضئيلة لذا فان استنشاق كميات كبيرة جدا من غبارها سيؤدي إلى ارتفاع محتمل في نسبة سرطان الرئة. واعتبرت المنظمة أن احتمال الإصابة بسرطان الدم نتيجة اليورانيوم أقل بكثير من الإصابة بسرطان الرئة وأنه لم يتم حسب معلومات المنظمة اكتشاف أي ربط لحد الآن بين اليورانيوم المنضب والتشوهات الخلقية. ولكن دراسة بريطانية أجريت عام 2002 أتت بنتائج مختلفة وأكدت أن هناك مخاطر صحية من جراء التعرض إلى اليورانيوم المنضب.

## التقنية في الحرب

### القوات الجوية
تم استخدام أنواع مختلفة من الطائرات الحربية منها طائرات الشحن العسكري وطائرات مقاتلة واعتراضية وطائرة الشبح.

#### طائرات الشحن العسكري

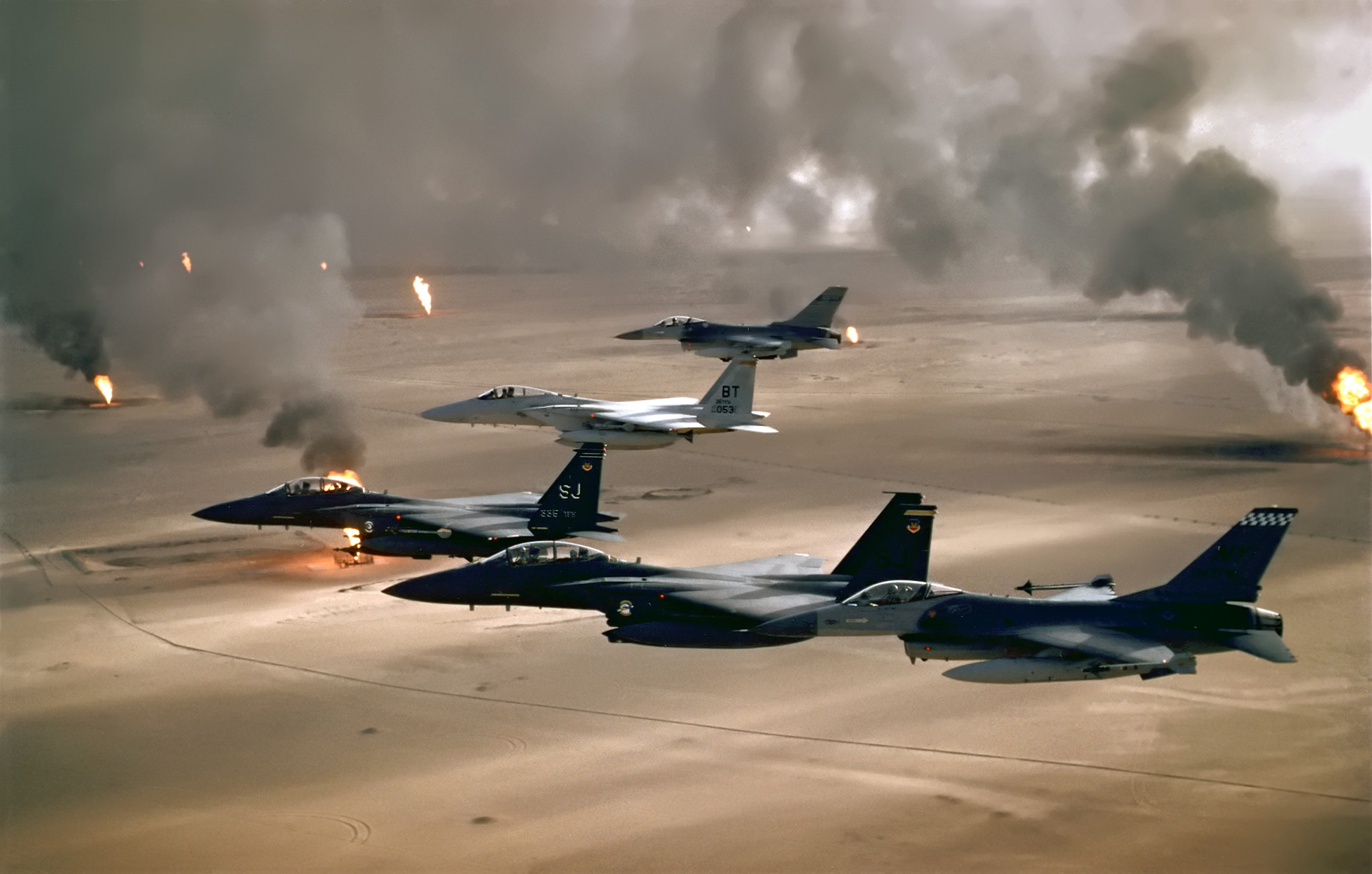
تشكيل طائرات مقاتلة من طرازي إف-15 إيغل وإف-16 فايتينغ فالكون تحلق فوق آبار النفط الكويتية المشتعلة.

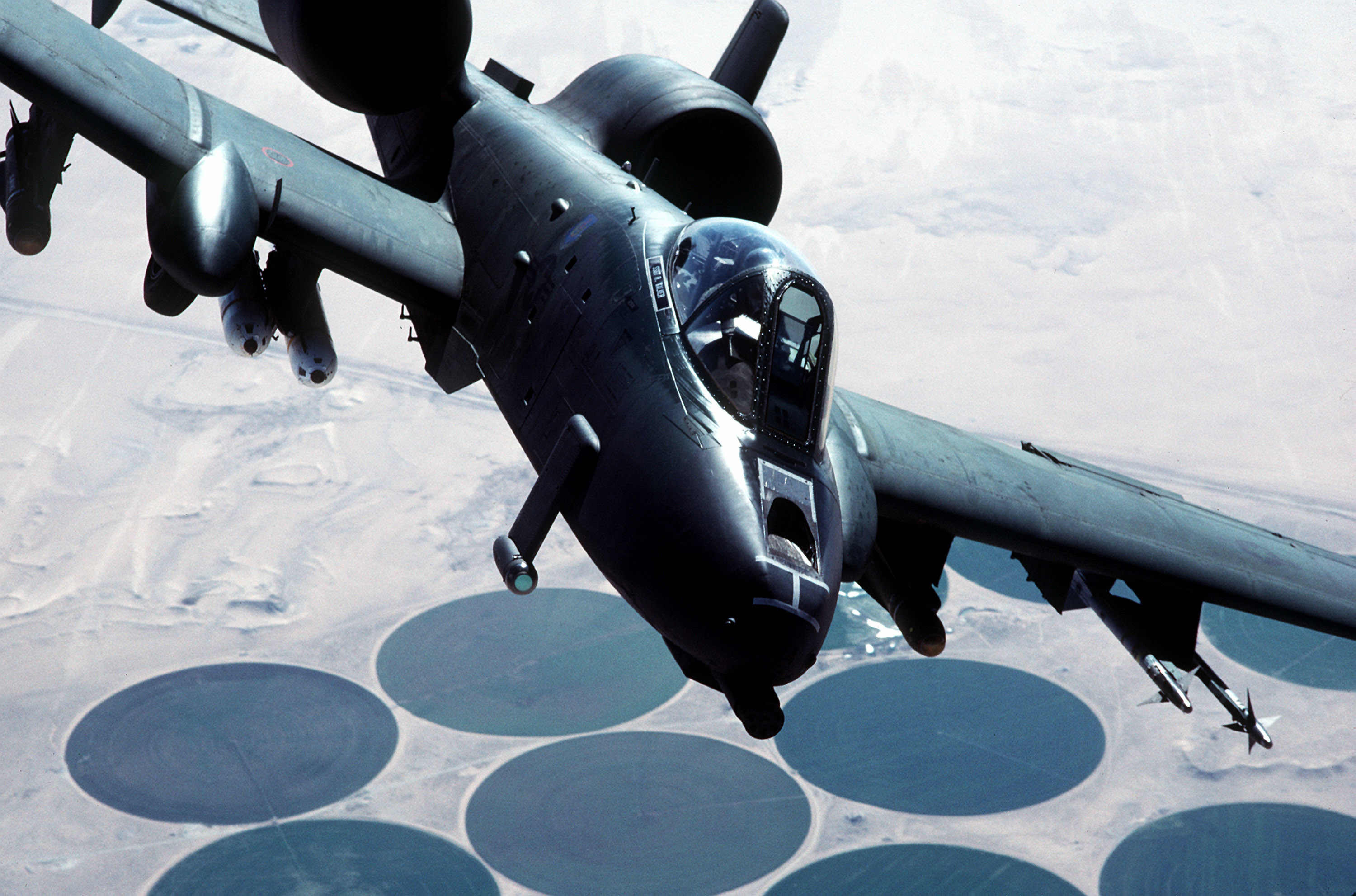
طائرة إيه - 10 ثاندر بولت الثانية محلقة فوق أحد المزارع في المملكة العربية السعودية.

قامت طائرات سي-5 جلاكسي وسي-141 ستارليفتر بنقل ما يصل إلى 72% من المعدات العسكرية وثلث الجنود إلى القواعد العسكرية في الخليج. ويُعتبر نقل الجنود والمعدات هذا، النقل الأكبر للجيش الأمريكي منذ الحرب العالمية الثانية، حيث تم نقل ما يقارب 482,000 جندي و 513,000 طن من المعدات. كما تم استخدام طائرة سي-130 هيركوليز للنقل المتقدم للجنود وإخلاء الجرحى، حيث قامت هذه الطائرات بأكثر من 46,500 طلعة جوية قامت خلالها بنقل حوالي 209,000 جندي و 300,000 طن من المؤنة. وتم فقدان طائرة لوكهيد إيه سي-130 خلال إحدى العمليات للقوات الخاصة.

#### طائرات تموين الوقود
تم استخدام 256 طائرة من نوع كي سي 135 و 46 طائرة كي سي 10 من طائرات القوات الجوية الأمريكية.

#### طائرات قتالية
شارك عدد من الطائرات المقاتلة والاعتراضية منها:
- قامت 120 طائرة إف - 15 إيغل (الأنواع C/D) بأكثر من 5,900 غارة جوية. كما قامت بإسقاط 5 طائرات ميغ ـ 29 عراقية. كما قامت طائرات إف-15 سترايك إيغل بحوالي 2,200 غارة معظمها ضد منصات صواريخ سكود. وتم فقدان طائرتين في المعارك.
- شاركت 144 طائرة إيه - 10 ثاندر بولت الثانية بثلث طلعات القوات الجوية الأمريكية وأطلقت 90% من مجموع القنابل الذكية المستخدمة. على الرغم من العدد الكبير للغارات التي قامت بها، تم إسقاط 5 طائرات فقط.
- كانت طائرة الشبح أو إف - 117 نايت هوك هي الطائرة الوحيدة التي قامت بإطلاق صواريخ عالية الدقة في بغداد تجنبًا لإصابة المدنيين.
- استخدمت القاذفة بي-52 ستراتوفورتريس لتدمير المطارات العسكرية ومنشآت التخزين العسكرية العراقية مستخدمة 25,700 طن من القنابل. حيث قامت بإطلاق 31% من القنابل الأمريكية.
- قامت 249 طائرة إف-16 فايتينغ فالكون بأكثر من 13,450 طلعة جوية مشكلة بذلك أكثر طائرة تقوم بغارات جوية خلال الحرب.
- كما تم استخدام طائرات إف - 111 وإف - 4 جي وايلد ويزل.

### القوة البحرية

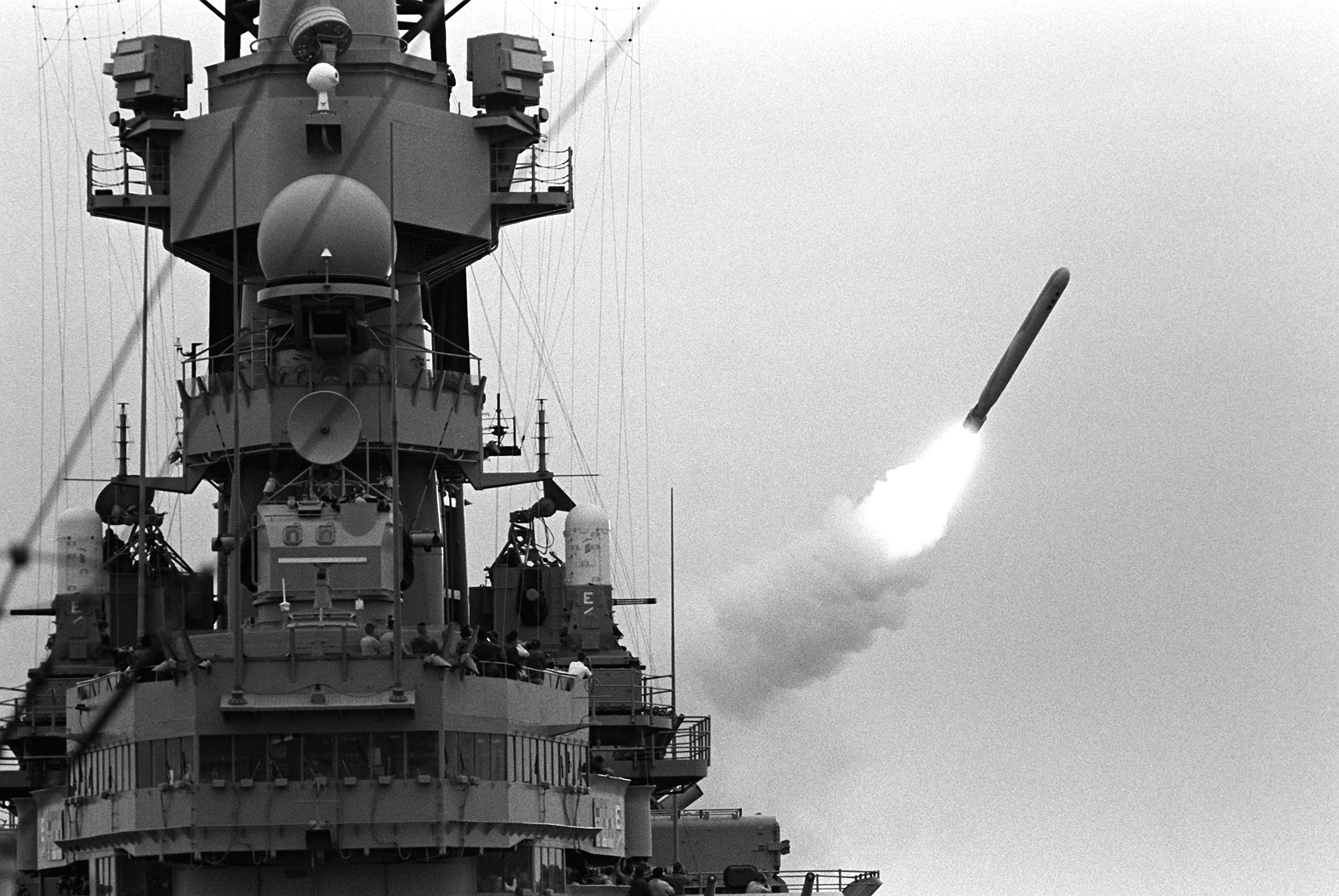
يو أس أس ميسوري تطلق صاروخ بي جي إم-109 توماهوك.

شاركت 115 سفينة بحرية من بحرية الولايات المتحدة و 50 قطعة بحرية أخرى من باقي دول التحالف. وكان للبحرية الأمريكية دور محوري في الحرب حيث عملت الفرقاطات يو أس أس فيفي ويو أس أس ميسوري ويو أس أس ويسكنسون و 6 فرقاطات أخرى و 5 مدمرات وغواصتان نوويتان، متواجدتان في البحر الأحمر، على إطلاق 288 صاروخ من صورايخ بي جي إم-109 توماهوك باتجاه القواعد العراقية. وكان النصيب الأكبر من الإطلاق ليو أس أس فيفي حيث أطلقت 58 صاروخا. كما قامت 4 حاملات طائرات متواجدة في الخليج العربي واثنتان في البحر الأحمر بإطلاق 30,000 طلعة جوية مشكلة ما يقارب 30% من مجموع الطلعات الجوية.
بدأت الحرب البحرية عندما هاجمت يو أس أس نيكولاس، مع الطراد استقلال التابع للبحرية الكويتية، القوات العراقية في حقل الدرة النفطي. كما قامت كاسحات الألغام يو أس أس أدريوت ويو أس أس ليدر بتعطيل الألغام البحرية العراقية. وكان للقوة البرمائية -المقدر عددها بحوالي 17000 جندي- دور مهم في إخلاء جميع الألغام من الشواطئ الكويتية في عملية تعتبر الأكبر منذ أيام الحرب الكورية.

### القنابل والصواريخ

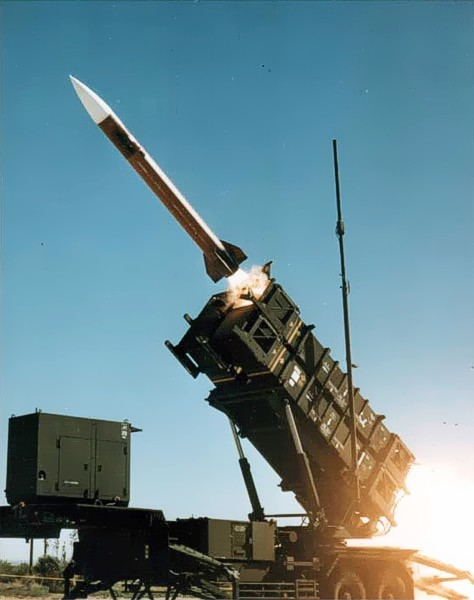
صاروخ باتريوت ينطلق من منصة الإطلاق.

استُعمِل في هذه الحرب القنابل الذكية التي كان لها دور كبير في تقليل الخسائر البشرية في صفوف المدنيين مقارنة بالحروب الأخرى في التاريخ. وكانت تُوجَّه هذه القنابل بأشعة الليزر، وتعتبر حرب الخليج الثانية ثاني حرب استعملت فيها هذه القنابل إذ كانت المرة الأولى في الحرب على جزر الفوكلاند بين الأرجنتين والمملكة المتحدة عام 1982. وهذه القنابل لا تتأثر بالظروف الجوية السيئة حيث أنها توجه بواسطة نظام أقمار اصطناعية.
خلال الحرب استعملت الولايات المتحدة صواريخ باتريوت الدفاعية لأول مرة لإسقاط صواريخ سكود العراقية. على الرغم من دقة صواريخ باتريوت العالية إلا أنه تم توثيق حدث واحد أدى خلل في نظام الحاسوب لنظام باتريوت الدفاعي إلى خطأ في اعتراض أحد صواريخ سكود التي تم إطلاقها باتجاه المملكة العربية السعودية في 25 فبراير سنة 1991. وأدى هذا الخطأ إلى موت 28 جندي وإصابة 100 آخرين في الظهران.

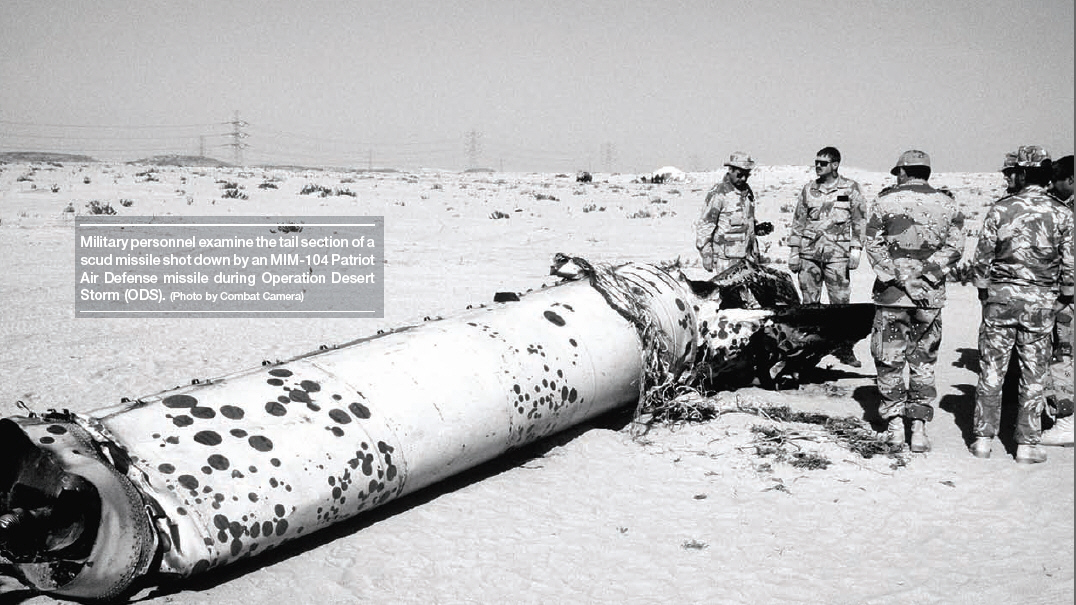
جنود يتفحصون صاروخ سكود تم إسقاطه خلال حرب الخليج الثانية.

وأطلق الجيش العراقي 86 صاروخ سكود، وهو صاروخ باليستي قادر على حمل رؤوس نووية وكيماوية من تطوير الاتحاد السوفيتي، حيث أطلق 40 صاروخ باتجاه إسرائيل و 46 باتجاه السعودية بمعدل 15 صاروخ أسبوعيًا، وهو معدل أقل مما كان يُطلق خلال حرب الخليج الأولى. وكان الجيش العراقي يملك أربع نماذج من صاروخ سكود: سكود - ب، وسكود طويل المدى ذي حمولة أقل، وصاروخ الحسين، وصاروخ العباس الذي يُعد أقلهم حمولة وأطولهم مدى. وتتميز جميع صواريخ سكود العراقية -ماعدا العباس- بإمكان إطلاقها من منصات متحركة مما شكل صعوبة لقوات التحالف من حيث تتبع المنصات. وكما واجه نظام باتريوت مشكلة التصدي لصاروخ الحسين والعباس نتيجة لتفكك هذه الصواريخ أثناء طيرانها في الجو بسبب توزيع الثقل بشكل غير متساوي في الصاروخ بحيث يكون طرفاه ثقيلين يربطهما خزان وقود خفيف الوزن.

## الأوسمة

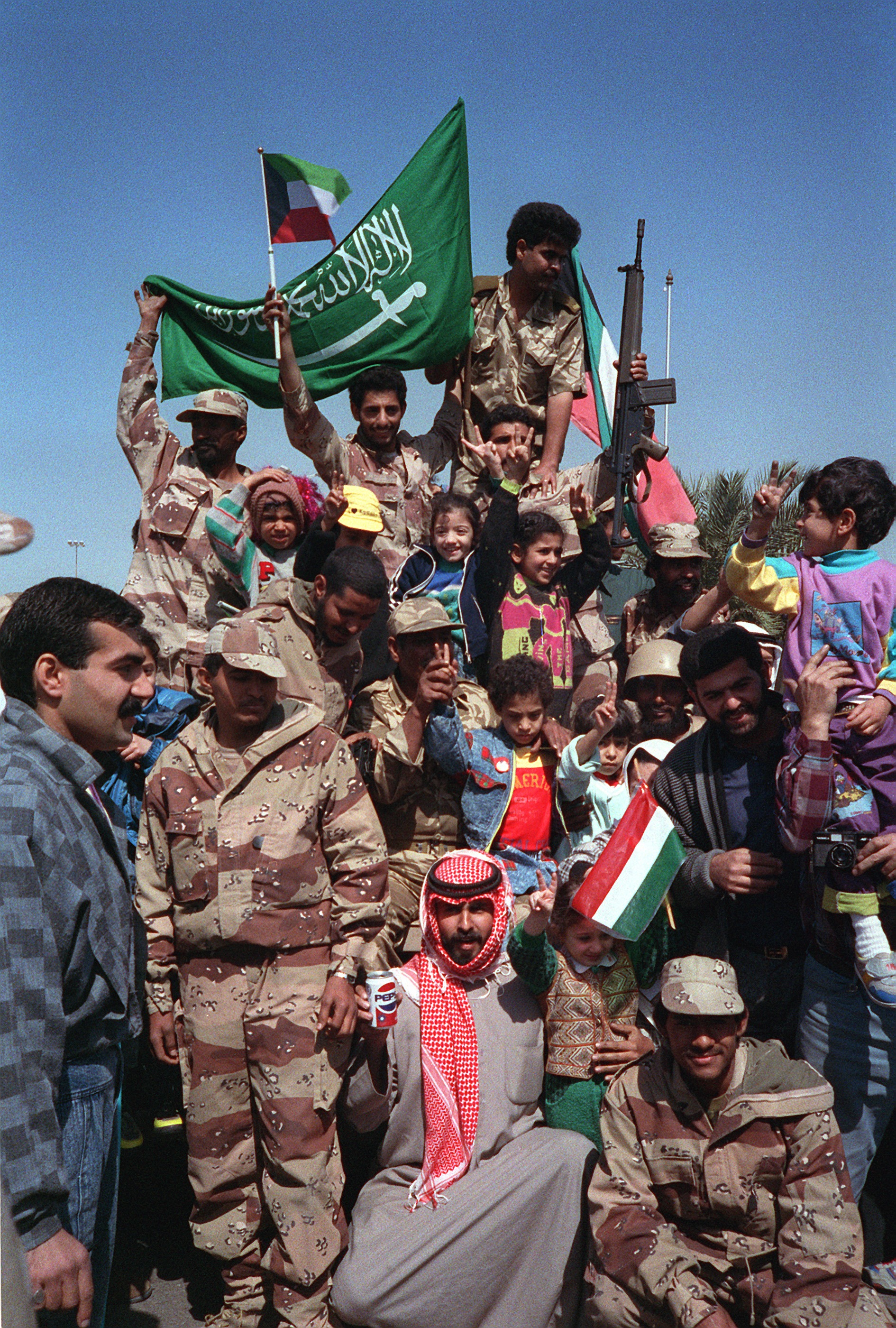
احتفالات كويتية بخروج الجيش العراقي من الكويت بتاريخ 28 فبراير 1991

بعد الحرب قامت عدد من الدول بإصدار أوسمة لقواتها المشاركة بالحرب. ومن هذه الدول:

### قوات التحالف
الأرجنتين، أستراليا، البحرين، كندا، مصر، إيطاليا، الكويت، سوريا، السعودية، الإمارات، المملكة المتحدة، الولايات المتحدة، وأعطى كل من وسام التحرير الكويتي ونوط تحرير الكويت السعودي لدول التحالف الأخرى.

### العراق
أصدر الجيش العراقي عدد من الأوسمة منها:
- نوط الشجاعة.
- نوط ام المعارك.
- شارة أم المعارك.

## وصلات خارجية
- حرب الخليج الثانية من موقع الجزيرة.
- البنتاغون يستعد لمواجهة مخاطر مرض حرب الخليج الثانية.